# Agência Central de Inteligência
A Agência Central de Inteligência (em inglês:  Central Intelligence Agency, CIA) é um serviço civil de inteligência estrangeira do governo federal dos Estados Unidos, oficialmente encarregado de coletar, processar e analisar informações de segurança nacional de todo o mundo, principalmente por meio do uso de inteligência humana (HUMINT) e conduzir ações secretas por meio de sua Diretoria de Operações. Como membro principal da Comunidade de Inteligência dos Estados Unidos (IC), a CIA se reporta ao Diretor de Inteligência Nacional e está focada principalmente em fornecer inteligência para o Presidente dos Estados Unidos e para o Gabinete dos Estados Unidos. Após a dissolução do Escritório de Serviços Estratégicos (OSS) no final da Segunda Guerra Mundial, o presidente Harry S. Truman criou o Grupo Central de Inteligência sob a direção de um Diretor da Central de Inteligência por diretiva presidencial em 22 de janeiro de 1946, e esse grupo foi transformado na Agência Central de Inteligência pela implementação da Lei de Segurança Nacional de 1947.
Ao contrário do Federal Bureau of Investigation (FBI), que é um serviço de segurança interna, a CIA não tem função de aplicação da lei e está focada principalmente na coleta de inteligência no exterior, com apenas coleta limitada de inteligência doméstica. A CIA atua como gerente nacional do HUMINT, coordenando as atividades em todo o IC. Ele também realiza ações secretas a mando do presidente. Exerce influência política estrangeira por meio de suas unidades de operações paramilitares, como o Special Activities Center. A CIA foi instrumental no estabelecimento de serviços de inteligência em muitos países, como o Serviço Federal de Inteligência da Alemanha (BND). Também forneceu apoio a vários grupos políticos e governos estrangeiros, incluindo planejamento, coordenação, treinamento em tortura e apoio técnico. Esteve envolvido em muitas mudanças de regime e na realização de ataques terroristas e assassinatos planejados de líderes estrangeiros.
Desde 2004, a CIA está organizada no Gabinete do Diretor de Inteligência Nacional (ODNI). Apesar de ter tido algumas das suas competências transferidas para o DNI, a CIA cresceu em tamanho como resposta aos ataques de 11 de setembro de 2001. Em 2013, o The Washington Post informou que no ano fiscal de 2010, a CIA tinha o maior orçamento de todas as agências do CI, superando as estimativas anteriores.
A CIA expandiu cada vez mais seu papel, incluindo operações paramilitares secretas. Uma de suas maiores divisões, o Information Operations Center (IOC), mudou oficialmente o foco do contraterrorismo para operações cibernéticas ofensivas.
A agência tem sido objeto de muitas controvérsias, incluindo violações de direitos humanos, escutas telefônicas domésticas, propaganda e denúncias de tráfico de drogas.

## Propósito
Quando a CIA foi criada, seu propósito era criar uma câmara de compensação para inteligência e análise de política externa. Hoje, seu objetivo principal é coletar, analisar, avaliar e disseminar inteligência estrangeira e realizar operações secretas.
De acordo com seu orçamento fiscal de 2013, a CIA tem cinco prioridades:
- Contraterrorismo
- Não proliferação de armas de destruição em massa
- Indicações e advertências para formuladores de políticas seniores
- Contraespionagem
- Inteligência cibernética

## Estrutura organizacional

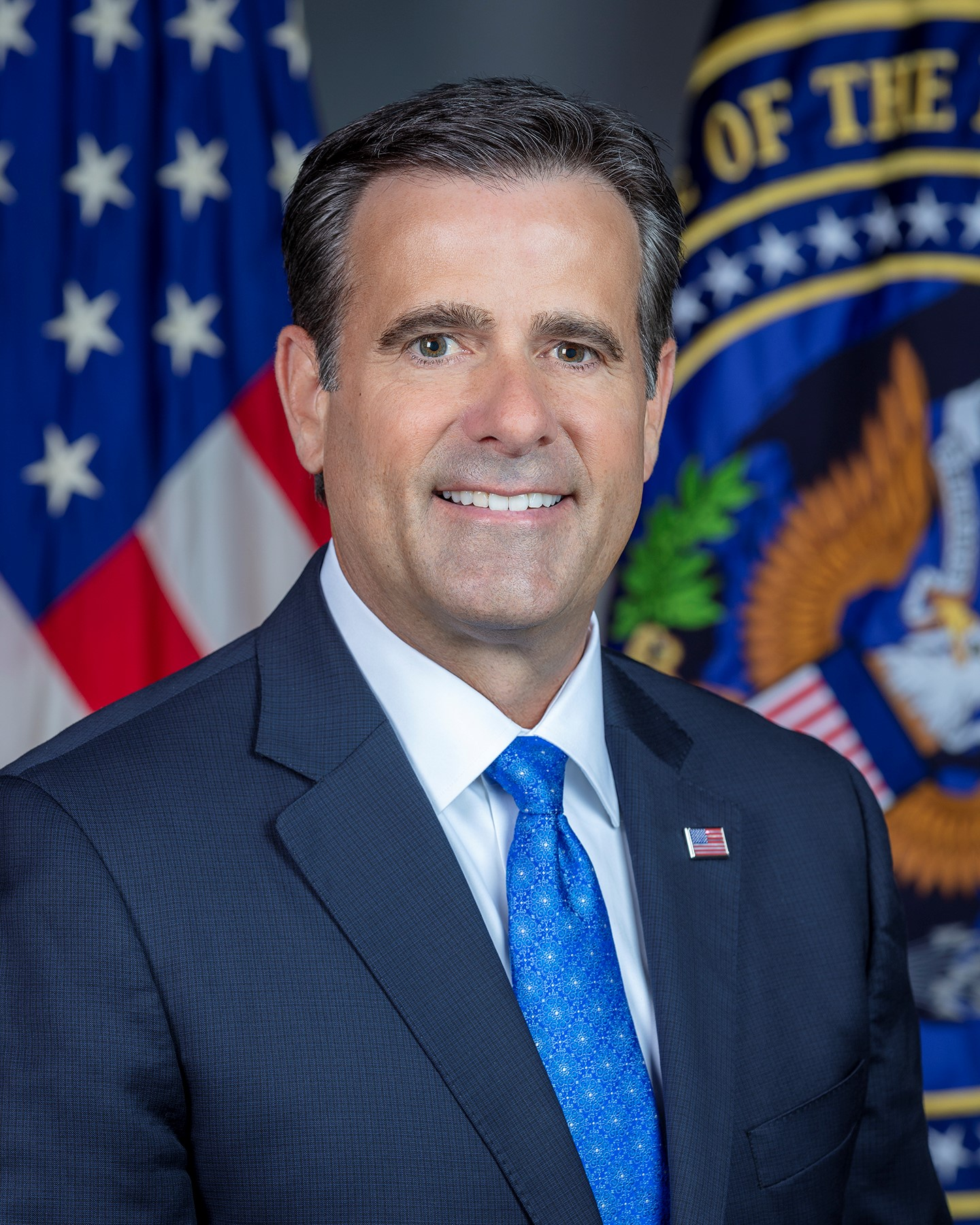
John Ratcliffe, o atual Diretor da Agência Central de Inteligência.

Gráfico mostrando a organização da CIA.

A CIA tem um escritório executivo e cinco diretorias principais:
- A Diretoria de Inovação Digital
- A Diretoria de Análise
- A Diretoria de Operações
- A Diretoria de Apoio
- A Diretoria de Ciência e Tecnologia

### Escritório executivo
O Diretor da Agência Central de Inteligência (D/CIA) é nomeado pelo Presidente dos Estados Unidos com confirmação do Senado dos Estados Unidos e reporta diretamente ao Diretor de Inteligência Nacional (DNI); na prática, o diretor da CIA interage com o Diretor de Inteligência Nacional (DNI), o Congresso dos Estados Unidos e a Casa Branca, enquanto o vice-diretor (DD/CIA) é o executivo interno da CIA e o Diretor de operações (COO/CIA), conhecido como diretor executivo até 2017, lidera o trabalho diário como o terceiro posto mais alto da CIA. O vice-diretor é formalmente nomeado pelo diretor sem confirmação do Senado, mas como a opinião do presidente tem grande peso na decisão, o vice-diretor é geralmente considerado um cargo político, tornando o diretor de operações o cargo não político mais sênior para os oficiais de carreira da CIA.
O Gabinete Executivo também apoia os militares dos EUA, fornecendo-lhes as informações que coleta, receber informações de organizações de inteligência militar e cooperar com atividades de campo. O vice-diretor associado da CIA é responsável pelas operações diárias da agência. Cada filial da agência tem seu próprio diretor. O Escritório de Assuntos Militares (OMA), subordinado ao Vice-Diretor Associado, gerencia o relacionamento entre a CIA e os Comandos Unificados de Combate, que produzem e entregam à CIA inteligência regional/operacional e consomem inteligência nacional produzida pela CIA.

### Diretoria de Análise
A Diretoria de Análise, durante grande parte de sua história conhecida como Diretoria de Inteligência (DI), tem a tarefa de ajudar "o presidente e outros formuladores de políticas a tomar decisões informadas sobre a segurança nacional de nosso país", analisando "todas as informações disponíveis sobre um assunto e organizando-as para os formuladores de políticas". A Diretoria tem quatro grupos analíticos regionais, seis grupos para questões transnacionais e três que se concentram em política, cobrança e apoio de pessoal. Existem escritórios analíticos regionais que cobrem o Oriente Médio, Sul da Ásia, Rússia, Europa, Ásia-Pacífico, América Latina e África.

### Diretoria de Operações
A Diretoria de Operações é responsável pela coleta de inteligência estrangeira (principalmente de fontes clandestinas do HUMINT), e para ação secreta. O nome reflete seu papel como coordenador das atividades de inteligência humana entre outros elementos da ampla comunidade de inteligência dos EUA com suas operações HUMINT. Esta Diretoria foi criada em uma tentativa de acabar com anos de rivalidade sobre influência, filosofia e orçamento entre o Departamento de Defesa dos Estados Unidos (DOD) e a CIA. Apesar disso, o Departamento de Defesa organizou recentemente seu próprio serviço de inteligência clandestina global, o Defense Clandestine Service (DCS), sob a Agência de Inteligência de Defesa (DIA).
Esta Direcção é conhecida por estar organizada por regiões geográficas e assuntos, mas a sua organização precisa é classificada.

### Diretoria de Ciência e Tecnologia
A Diretoria de Ciência e Tecnologia foi criada para pesquisar, criar e gerenciar disciplinas e equipamentos técnicos de coleção. Muitas de suas inovações foram transferidas para outras organizações de inteligência ou, quando se tornaram mais evidentes, para os serviços militares.
Por exemplo, o desenvolvimento da aeronave de reconhecimento de alta altitude U-2 foi feito em cooperação com a Força Aérea dos Estados Unidos. A missão original do U-2 era inteligência de imagem clandestina sobre áreas negadas, como a União Soviética. Posteriormente, foi fornecido com recursos de inteligência de sinais e medição e inteligência de assinatura, e agora é operado pela Força Aérea.

### Diretoria de Apoio
A Direção de Apoio tem funções organizacionais e administrativas para unidades significativas, incluindo:
- O Gabinete de Segurança
- O Gabinete de Comunicações
- A Secretaria de Tecnologia da Informação

### Diretoria de Inovação Digital
A Direção de Inovação Digital (DDI) concentra-se em acelerar a inovação nas atividades de missão da Agência. É a mais nova diretoria da Agência. A missão do escritório com sede em Langley, Virgínia, é simplificar e integrar os recursos digitais e de segurança cibernética nas operações de espionagem, contraespionagem, análise de todas as fontes, coleta de inteligência de código aberto e operações de ação secreta da CIA. Ele fornece ao pessoal de operações ferramentas e técnicas para usar em operações cibernéticas. Trabalha com infraestrutura de tecnologia da informação e pratica o cyber tradecraft. Isso significa adaptar a CIA para a ciberguerra. Os oficiais da DDI ajudam a acelerar a integração de métodos e ferramentas inovadores para aprimorar os recursos cibernéticos e digitais da CIA em escala global e, por fim, ajudar a proteger os Estados Unidos. Eles também aplicam conhecimento técnico para explorar informações clandestinas e publicamente disponíveis (também conhecidas como dados de código aberto) usando metodologias especializadas e ferramentas digitais para planejar, iniciar e apoiar as operações técnicas e humanas da CIA. Antes do estabelecimento da nova diretoria digital, as operações cibernéticas ofensivas eram realizadas pelo Centro de Operações de Informações da CIA. Pouco se sabe sobre como o escritório funciona especificamente ou se ele implanta recursos cibernéticos ofensivos.
A diretoria estava operando secretamente desde aproximadamente março de 2015, mas iniciou formalmente as operações em 1 de outubro de 2015. De acordo com documentos orçamentários confidenciais, o orçamento de operações de rede de computadores da CIA para o ano fiscal de 2013 foi de 685,4 milhões de dólares. O orçamento da Agência de Segurança Nacional (NSA) era de aproximadamente um bilhão de dólares na época.
O deputado Adam Schiff, democrata da Califórnia que atuou como membro do Comitê de Inteligência da Câmara, aprovou a reorganização. “O diretor desafiou sua força de trabalho, o restante da comunidade de inteligência e a nação a considerar como conduzimos os negócios de inteligência em um mundo profundamente diferente de 1947, quando a CIA foi fundada”, disse Schiff.

## Treinamento
A CIA estabeleceu sua primeira instalação de treinamento, o Office of Training and Education, em 1950. Após o fim da Guerra Fria, o orçamento de treinamento da CIA foi cortado, o que teve um efeito negativo na retenção de funcionários. Em resposta, o Diretor da Central de Inteligência, George Tenet, estabeleceu a CIA University em 2002. A CIA University realiza entre 200 e 300 cursos por ano, treinando novos contratados e oficiais de inteligência experientes, bem como pessoal de apoio da CIA. A instalação funciona em parceria com a National Intelligence University e inclui a Sherman Kent School for Intelligence Analysis, o componente da Diretoria de Análise da universidade.
Para treinamento de estágio posterior de oficiais de operações estudantis, há pelo menos uma área de treinamento classificada em Camp Peary, perto de Williamsburg, Virgínia. Os alunos são selecionados e seu progresso avaliado, de maneiras derivadas do OSS, publicado como o livro Assessment of Men, Selection of Personnel for the Office of Strategic Services. O treinamento missionário adicional é realizado em Harvey Point, Carolina do Norte.
A principal instalação de treinamento do Office of Communications é o Warrenton Training Center, localizado perto de Warrenton, Virgínia. A instalação foi criada em 1951 e é usada pela CIA desde pelo menos 1955.

## Orçamento
Os detalhes do orçamento geral de inteligência dos Estados Unidos são confidenciais. De acordo com a Lei da Agência Central de Inteligência de 1949, o Diretor da Central de Inteligência é o único funcionário do governo federal que pode gastar dinheiro do governo "sem comprovante". O governo mostrou que seu orçamento de 1997 era de 26,6 bilhões de dólares para o ano fiscal. O governo divulgou um valor total para todos os gastos de inteligência não militares desde 2007; o valor do ano fiscal de 2013 é de 52,6 bilhões de dólares. De acordo com as divulgações de vigilância em massa de 2013, o orçamento fiscal de 2013 da CIA é de 14,7 bilhões de dólares, 28% do total e quase 50% a mais do que o orçamento da Agência de Segurança Nacional. O orçamento HUMINT da CIA é de 2,3 bilhões de dólares, o orçamento do SIGINT é de 1,7 bilhão de dólares e os gastos com segurança e logística das missões da CIA são de 2,5 bilhões de dólares. "Programas de ação secreta", incluindo uma variedade de atividades, como a frota de drone da CIA e as atividades do programa nuclear anti-iraniano, representam 2,6 bilhões de dólares.
Houve inúmeras tentativas anteriores de obter informações gerais sobre o orçamento. Como resultado, os relatórios revelaram que o orçamento anual da CIA no ano fiscal de 1963 foi de 550 milhões de dólares (5,3 bilhões de dólares ajustados pela inflação em 2023), e o orçamento geral de inteligência no ano fiscal de 1997 foi de 26,6 bilhões de dólares (48,5 bilhões ajustados pela inflação em 2023). Houve divulgações acidentais; por exemplo, Mary Margaret Graham, ex-funcionária da CIA e vice-diretora de inteligência nacional para coleta em 2005, disse que o orçamento anual de inteligência era de 44 bilhões de dólares, e em 1994 o Congresso acidentalmente publicou um orçamento de 43,4 bilhões de dólares (na cotação de 2012) em 1994 para o Programa Nacional de Inteligência não militar, incluindo 4,8 bilhões para a CIA.
Depois que o Plano Marshall foi aprovado, destinando 13,7 bilhões de dólares em cinco anos, 5% desses fundos ou 685 milhões foram secretamente disponibilizados para a CIA. Uma parte do enorme fundo M, estabelecido pelo governo dos Estados Unidos durante o período pós-guerra para a reconstrução do Japão, foi secretamente direcionado para a CIA.

## Relacionamento com outras Agências de Inteligência
A CIA atua como o principal HUMINT dos EUA e agência analítica geral, sob o Diretor de Inteligência Nacional, que dirige ou coordena as 16 organizações membros da Comunidade de Inteligência dos Estados Unidos.

### Agências dos EUA
Os funcionários da CIA fazem parte da força de trabalho do National Reconnaissance Office (NRO), criado como um escritório conjunto da CIA e da Força Aérea dos Estados Unidos para operar os satélites espiões das forças armadas dos EUA.
O Special Collections Service é um escritório conjunto da CIA e da Agência de Segurança Nacional (NSA) que realiza vigilância eletrônica clandestina em embaixadas e territórios hostis em todo o mundo.

### Serviços de Inteligência estrangeiros
O papel e as funções da CIA são aproximadamente equivalentes aos do Serviço Federal de Inteligência da Alemanha (BND), o Serviço Secreto de Inteligência do Reino Unido (o SIS ou MI6), o Serviço Secreto de Inteligência Australiano (ASIS), o serviço de inteligência estrangeiro francês Direction Générale de la Sécurité Extérieure (DGSE), o Serviço de Inteligência Estrangeira da Rússia (Sluzhba Vneshney Razvedki, SVR), o Ministério de Segurança do Estado da China (MSS), a indiana Research and Analysis Wing (RAW), o Inter-Services Intelligence do Paquistão (ISI), o Serviço de Inteligência Geral Egípcio, Mossad de Israel, e o Serviço Nacional de Inteligência da Coréia do Sul (NIS).
A CIA foi instrumental no estabelecimento de serviços de inteligência em vários países aliados dos EUA, incluindo o BND da Alemanha.
As ligações mais próximas do CI dos EUA com outras agências de inteligência estrangeiras são com os países anglófonos: Austrália, Canadá, Nova Zelândia e Reino Unido. Comunicações especiais sinalizam que mensagens relacionadas à inteligência podem ser compartilhadas com esses quatro países. Uma indicação da estreita cooperação operacional dos Estados Unidos é a criação de um novo rótulo de distribuição de mensagens dentro da principal rede de comunicações militares dos EUA. Anteriormente, a marcação de NOFORN (ou seja, nenhum cidadão estrangeiro) exigia que o originador especificasse quais, se houver, países fora dos EUA poderiam receber as informações. Uma nova advertência de manuseio, USA/AUS/CAN/GBR/NZL Five Eyes, usada principalmente em mensagens de inteligência, fornece uma maneira mais fácil de indicar que o material pode ser compartilhado com Austrália, Canadá, Reino Unido e Nova Zelândia.
A tarefa da divisão chamada Verbindungsstelle 61 do Serviço Federal de Inteligência da Alemanha é manter contato com o escritório da CIA em Wiesbaden.

## História

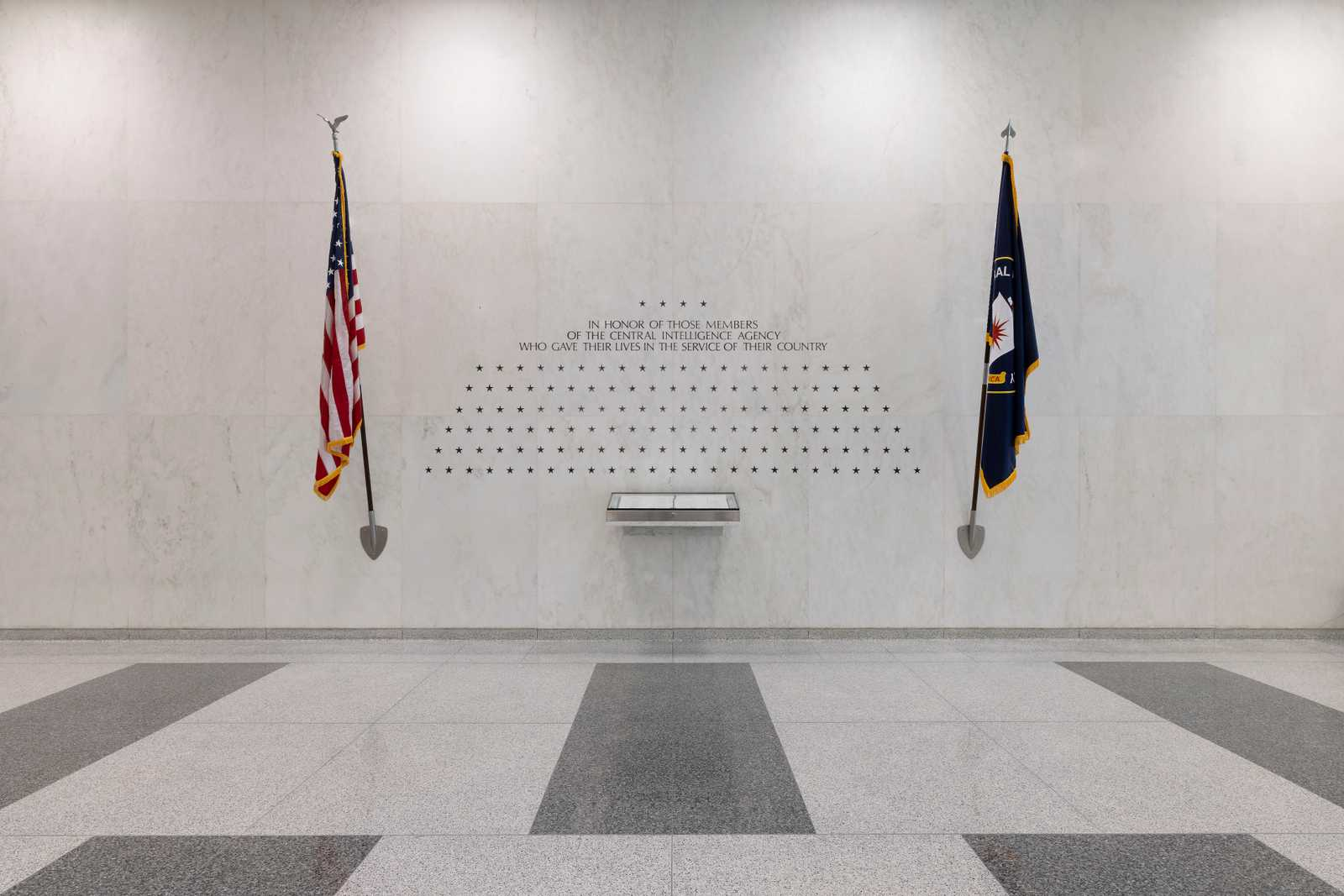
As 139 estrelas no CIA Memorial Wall na sede original da CIA, cada uma representando um oficial da CIA morto em ação.

A CIA foi criada em 26 de julho de 1947, quando Harry S. Truman sancionou a Lei de Segurança Nacional. Um grande impulso para a criação da agência foi o aumento das tensões com a União Soviética após o fim da Segunda Guerra Mundial.

### Predecessores imediatos
O sucesso dos Commandos britânicos durante a Segunda Guerra Mundial levou o presidente dos Estados Unidos, Franklin D. Roosevelt, a autorizar a criação de um serviço de inteligência modelado após o Secret Intelligence Service (MI6), e Special Operations Executive. Isso levou à criação do Escritório de Serviços Estratégicos (OSS), estabelecido por uma ordem militar presidencial emitida pelo presidente Roosevelt em 13 de junho de 1942. Em 20 de setembro de 1945, logo após o fim da Segunda Guerra Mundial, Harry S. Truman assinou uma ordem executiva dissolvendo o OSS e, em outubro de 1945, suas funções foram divididas entre os Departamentos de Estado e de Guerra. A divisão durou apenas alguns meses. A primeira menção pública da "Agência Central de Inteligência" apareceu em uma proposta de reestruturação de comando apresentada por James Forrestal e Arthur Radford ao Comitê de Assuntos Militares do Senado dos Estados Unidos no final de 1945. O agente de Inteligência do Exército, Coronel Sidney Mashbir, e o Comandante Ellis Zacharias trabalharam juntos por quatro meses sob a direção do Almirante da Frota Ernest King, e preparou o primeiro esboço e diretrizes de implementação para a criação do que viria a ser a Agência Central de Inteligência. Apesar da oposição do establishment militar, do Departamento de Estado dos Estados Unidos e do Federal Bureau of Investigation (FBI), Truman estabeleceu a Autoridade Nacional de Inteligência em janeiro de 1946. Sua extensão operacional ficou conhecida como Central Intelligence Group (CIG), que foi o predecessor direto da CIA.

### Lei de Segurança Nacional
Lawrence Houston, conselheiro-chefe da SSU, CIG e, mais tarde, CIA, foi o principal redator da Lei de Segurança Nacional de 1947, que dissolveu o NIA e o CIG e estabeleceu o Conselho de Segurança Nacional e a Agência Central de Inteligência. Em 1949, Houston ajudou a redigir a Lei da Agência Central de Inteligência, que autorizou a agência a usar procedimentos fiscais e administrativos sigilosos e a isentou da maioria das limitações ao uso de recursos federais. Também isentou a CIA de divulgar sua "organização, funções, funcionários, cargos, salários ou número de funcionários empregados". Criou o programa "PL-110" para lidar com desertores e outros "estrangeiros essenciais" que ficaram fora dos procedimentos normais de imigração.

### Inteligência vs. ação
No início da Guerra da Coreia, a CIA ainda tinha apenas alguns milhares de funcionários, cerca de mil dos quais trabalhavam em análise. A inteligência veio principalmente do Escritório de Relatórios e Estimativas, que extraía seus relatórios de uma tomada diária de telegramas do Departamento de Estado, despachos militares e outros documentos públicos. A CIA ainda carecia de suas habilidades de coleta de informações. Em 21 de agosto de 1950, pouco depois, Truman anunciou Walter Bedell Smith como o novo diretor da CIA. A mudança de liderança ocorreu logo após a invasão da Coreia do Sul, já que a falta de um aviso claro ao Presidente e ao Conselho de Segurança Nacional sobre a iminente invasão norte-coreana foi vista como uma grave falha da Inteligência.
A CIA tinha diferentes demandas feitas pelos vários órgãos que a supervisionavam. Truman queria um grupo centralizado para organizar as informações que chegavam até ele, o Departamento de Defesa queria inteligência militar e ação encoberta, e o Departamento de Estado queria criar uma mudança política global favorável aos EUA. Assim, as duas áreas de responsabilidade da CIA eram a ação encoberta e a inteligência encoberta. Um dos principais alvos da coleta de informações era a União Soviética, que também havia sido uma prioridade dos predecessores da CIA.
O general da Força Aérea dos Estados Unidos, Hoyt Vandenberg, segundo diretor da CIG, criou o Gabinete de Operações Especiais (OSO), bem como o Gabinete de Relatórios e Estimativas (ORE). Inicialmente, o OSO foi encarregado de espionagem e subversão no exterior com um orçamento de $ 15 milhões, a generosidade de um pequeno número de patronos no Congresso. Os objetivos de Vandenberg eram muito parecidos com os de seu antecessor; descobrindo "tudo sobre as forças soviéticas na Europa Oriental e Central - seus movimentos, suas capacidades e suas intenções".
Em 18 de junho de 1948, o Conselho de Segurança Nacional emitiu a Diretiva 10/2 pedindo uma ação secreta contra a URSS, e conceder autoridade para realizar operações secretas contra "estados ou grupos estrangeiros hostis" que poderiam, se necessário, ser negados pelo governo dos Estados Unidos. Para tanto, foi criado o Escritório de Coordenação de Políticas (OPC) dentro da nova CIA. O OPC era único; Frank Wisner, chefe do OPC, respondia não ao diretor da CIA, mas aos Secretários de Defesa, Estado, ao Conselho de Segurança Nacional e as ações do OPC eram um segredo até mesmo do chefe da CIA. A maioria das estações da CIA tinha dois chefes de estação, um trabalhando para o OSO e outro para o OPC.
O histórico inicial da CIA era ruim, com a agência incapaz de fornecer informações suficientes sobre as aquisições soviéticas da Romênia e da Checoslováquia, o bloqueio soviético de Berlim e o projeto soviético da bomba atômica.  Em particular, a agência falhou em prever a entrada chinesa na Guerra da Coreia com 300 000 soldados. O famoso agente duplo Kim Philby era o contato britânico com a Inteligência Central americana. Por meio dele, a CIA coordenou centenas de airdrops dentro da Cortina de Ferro, todos comprometidos por Philby. Arlington Hall, o centro nervoso da criptoanálise da CIA, foi comprometido por Bill Weisband, um tradutor russo e espião soviético.

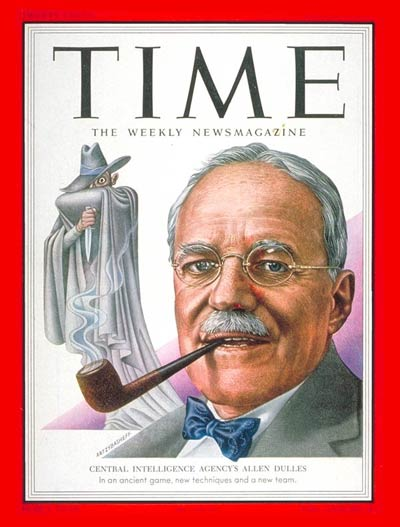
Diretor da CIA Allen Dulles na capa da revista Time, 1953.

No entanto, a CIA teve sucesso em influenciar a eleição italiana de 1948 em favor dos democratas-cristãos. O Fundo de Estabilização Cambial de 200 milhões de dólares, destinado à reconstrução da Europa, foi usado para pagar americanos ricos de origem italiana. O dinheiro foi então distribuído à Ação Católica, o braço político do Vaticano, e diretamente aos políticos italianos. Essa tática de usar seu grande fundo para comprar eleições foi repetida com frequência nos anos subsequentes.

### Guerra da Coreia
No início da Guerra da Coreia, o oficial da CIA Hans Tofte afirmou ter transformado mil expatriados norte-coreanos em uma força de guerrilha encarregada de infiltração, guerrilha e resgate de pilotos. Em 1952, a CIA enviou mais 1 500 agentes expatriados para o norte. O chefe da estação de Seul, Albert Haney, celebraria abertamente as capacidades desses agentes e as informações que eles enviaram. Em setembro de 1952, Haney foi substituído por John Limond Hart, um veterano da Europa com uma memória vívida de amargas experiências de desinformação. Hart suspeitou do desfile de sucessos relatados por Tofte e Haney e lançou uma investigação que determinou que todas as informações fornecidas pelas fontes coreanas eram falsas ou enganosas. Após a guerra, análises internas da CIA corroborariam as descobertas de Hart. A estação da CIA em Seul tinha 200 oficiais, mas nenhum falante de coreano. Hart relatou a Washington, D.C. que a estação de Seul era desesperadora e não poderia ser recuperada. Loftus Becker, vice-diretor de inteligência, foi enviado pessoalmente para dizer a Hart que a CIA precisava manter a estação aberta para salvar a face. Becker voltou a Washington, declarou que a situação era "sem esperança" e que, depois de visitar as operações da CIA no Extremo Oriente, a capacidade da CIA de reunir informações no Extremo Oriente era "quase insignificante". Ele então renunciou. O coronel da Força Aérea, James Kallis, afirmou que o diretor da CIA, Allen Dulles, continuou a elogiar a força coreana da CIA, apesar de saber que estavam sob controle inimigo. Quando a China entrou na guerra em 1950, a CIA tentou uma série de operações subversivas no país, todas fracassadas devido à presença de agentes duplos. Milhões de dólares foram gastos nesses esforços. Isso incluiu uma equipe de jovens oficiais da CIA lançados de avião na China que sofreram uma emboscada e fundos da CIA sendo usados para estabelecer um império global de heroína no Triângulo Dourado da Birmânia após uma traição de outro agente duplo.

### Golpe de Estado iraniano de 1953

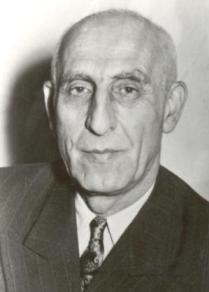
A CIA enfrentou controvérsia por ajudar na derrubada britânica do primeiro-ministro iraniano Mohammed Mossadegh em 1953.

Em 1951, Mohammed Mossadegh, membro da Frente Nacional, foi eleito primeiro-ministro iraniano. Como primeiro-ministro, ele nacionalizou a Anglo-Iranian Oil Company, que seu antecessor havia apoiado. A nacionalização da indústria petrolífera iraniana financiada pelos britânicos, incluindo a maior refinaria de petróleo do mundo, foi desastrosa para Mosaddegh. Um embargo naval britânico fechou as instalações petrolíferas britânicas, que o Irã não tinha trabalhadores qualificados para operar. Em 1952, Mosaddegh resistiu à recusa real de aprovar seu Ministro da Guerra e renunciou em protesto. A Frente Nacional saiu às ruas em protesto. Temendo uma perda de controle, os militares retiraram suas tropas cinco dias depois, e o xá Mohammad Reza Pahlavi cedeu às exigências de Mosaddegh. Mosaddegh rapidamente substituiu os líderes militares leais ao xá pelos leais a ele, dando-lhe controle pessoal sobre os militares. Com seis meses de poderes de emergência, Mosaddegh aprovou legislação unilateralmente. Em 1953, Mossadegh dissolveu o parlamento e assumiu poderes ditatoriais. Essa tomada de poder levou o xá a exercer seu direito constitucional de demitir Mosaddegh. Mosaddegh lançou um golpe militar enquanto o xá fugia do país. Sob o comando do diretor da CIA, Allen Dulles, a Operação Ajax foi iniciada. Seu objetivo era derrubar Mossadegh com o apoio militar do general Fazlollah Zahedi e instalar um regime pró-ocidental liderado pelo xá do Irã. Kermit Roosevelt Jr. supervisionou a operação no Irã. Em 16 de agosto, seu novo círculo militar interno protegeu uma multidão paga pela CIA liderada pelo Aiatolá Ruhollah Khomeini que desencadearia o que um oficial da embaixada dos EUA chamou de "uma revolução quase espontânea", mas Mosaddegh e a CIA não conseguiram ganhar influência dentro das forças armadas iranianas. O homem escolhido, o ex-general Fazlollah Zahedi, não tinha tropas a quem recorrer. Após o fracasso do primeiro golpe, Roosevelt pagou manifestantes para se passar por comunistas e desfigurar símbolos públicos associados ao xá. Este incidente de 19 de agosto ajudou a promover o apoio público ao xá e liderou gangues de cidadãos em uma onda de violência com a intenção de destruir Mossadegh. Um ataque à sua casa forçaria Mossadegh a fugir. Ele se rendeu no dia seguinte, e seu golpe chegou ao fim.

### Golpe de estado guatemalteco de 1954

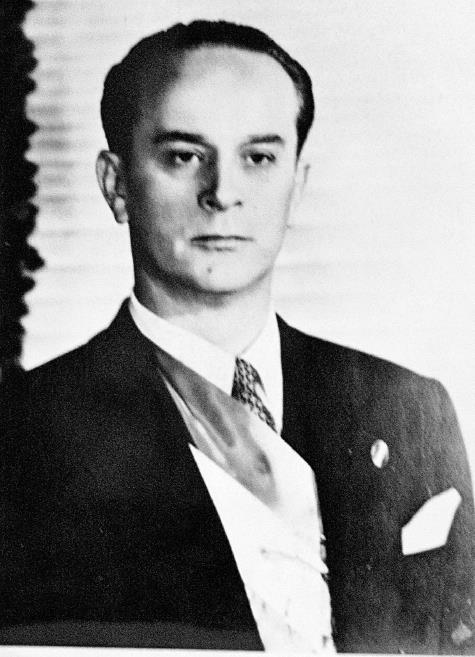
Quando o presidente democraticamente eleito Jacobo Árbenz tentou uma modesta reforma agrária, ele foi derrubado no Golpe de Estado na Guatemala em 1954.

A volta do Xá ao poder e a impressão, cultivada por Allen Dulles, que uma CIA eficaz foi capaz de guiar aquela nação para relações amistosas e estáveis com o Ocidente desencadeou o planejamento da Operação PBSuccess, um plano para derrubar o presidente guatemalteco Jacobo Árbenz. O plano foi exposto nos principais jornais antes de acontecer, depois que um agente da CIA deixou planos para o golpe em seu quarto de hotel na Cidade da Guatemala.
A Revolução Guatemalteca de 1944-54 derrubou o ditador Jorge Ubico, apoiado pelos Estados Unidos, e levou ao poder um governo democraticamente eleito. O governo iniciou um ambicioso programa de reforma agrária tentando conceder terras a milhões de camponeses sem terra. Este programa ameaçou as posses de terra da United Fruit Company, que fez lobby por um golpe ao retratar essas reformas como comunistas.
Em 18 de junho de 1954, Carlos Castillo Armas liderou 480 homens treinados pela CIA através da fronteira de Honduras para a Guatemala. As armas também vieram da CIA. A CIA também montou uma campanha psicológica para convencer o povo e o governo guatemalteco de que a vitória de Armas era um fato consumado, a maior parte da qual era uma transmissão de rádio intitulada "A Voz da Libertação", que anunciava que os exilados guatemaltecos liderados por Castillo Armas estavam prestes a libertar o país. Em 25 de junho, um avião da CIA bombardeou a Cidade da Guatemala, destruindo as principais reservas de petróleo do governo. Árbenz ordenou ao exército que distribuísse armas aos camponeses e trabalhadores locais. O exército recusou, forçando a renúncia de Jacobo Árbenz em 27 de junho de 1954. Árbenz entregou o poder ao coronel Carlos Enrique Díaz de León. A CIA então orquestrou uma série de transferências de poder que terminaram com a confirmação de Castillo Armas como presidente em julho de 1954. Armas foi o primeiro de uma série de ditadores militares que governariam o país, levando à brutal Guerra Civil da Guatemala de 1960 a 1996, na qual cerca de 200 000 pessoas foram mortas, principalmente pelos militares apoiados pelos EUA.

### Síria

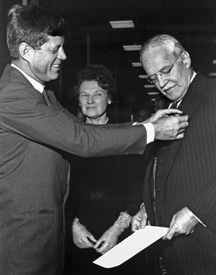
Presidente John F. Kennedy apresentando a National Security Medal to Allen Dulles, 28 de novembro de 1961.

Em 1949, o coronel Adib Shishakli subiu ao poder na Síria em um golpe apoiado pela CIA. Quatro anos depois, ele seria derrubado pelos militares, ba'athistas e comunistas. A CIA e o MI6 começaram a financiar militares de direita, mas sofreram um grande revés após a Crise de Suez. O agente da CIA Rocky Stone, que desempenhou um papel menor no golpe de estado iraniano de 1953, trabalhava na embaixada de Damasco como diplomata, mas era o chefe da estação. Oficiais sírios do subsídio da CIA rapidamente apareceram na televisão afirmando que haviam recebido dinheiro de "americanos corruptos e sinistros" "em uma tentativa de derrubar o governo legítimo da Síria". As forças sírias cercaram a embaixada e detiveram o agente Stone, que confessou e posteriormente fez história como o primeiro diplomata americano expulso de uma nação árabe. Isso fortaleceu os laços entre a Síria e o Egito, ajudando a estabelecer a República Árabe Unida e envenenando o poço para os EUA no futuro previsível.

### Indonésia
O líder carismático da Indonésia era o presidente Sukarno. Sua declaração de neutralidade na Guerra Fria colocou as suspeitas da CIA sobre ele. Depois que Sukarno sediou a Conferência de Bandungue, promovendo o Movimento Não Alinhado, a Casa Branca de Eisenhower respondeu com o NSC 5518 autorizando "todos os meios secretos viáveis" para mover a Indonésia para a esfera ocidental.
Os EUA não tinham uma política clara para a Indonésia. Eisenhower enviou seu assistente especial para operações de segurança, F. M. Dearborn Jr., para Jacarta. Seu relatório de que havia alta instabilidade e que os EUA careciam de aliados estáveis reforçou a teoria do dominó. A Indonésia sofreu com o que ele descreveu como "subversão pela democracia". A CIA decidiu tentar outro golpe militar na Indonésia, onde os militares indonésios foram treinados pelos EUA, tinham uma forte relação profissional com os militares dos EUA, tinham um corpo de oficiais pró-americanos que apoiavam fortemente seu governo e uma forte crença em civis controle dos militares, instilado em parte por sua estreita associação com os militares dos EUA.
Em apoio ao Movimento Revolucionário da República da Indonésia-Permesta, formado por comandantes militares dissidentes em Sumatra Central e Sulawesi do Norte com o objetivo de derrubar o regime de Sukarno, um Martin B-26 Marauder pilotado pelo agente da CIA Allen Lawrence Pope atacou alvos militares indonésios em abril e maio de 1958. A CIA descreveu os ataques aéreos ao presidente como ataques de "aviões dissidentes". O B-26 de Pope foi abatido sobre Ambon, na Indonésia, em 18 de maio de 1958, e ele escapou. Quando ele foi capturado, os militares indonésios encontraram seus registros pessoais, relatórios pós-ação e seu cartão de membro do clube de oficiais em Clark Field. Em 9 de março, John Foster Dulles, Secretário de Estado e irmão do DCI Allen Dulles fez uma declaração pública pedindo uma revolta contra o despotismo comunista sob Sukarno. Três dias depois, a CIA relatou à Casa Branca que as ações do Exército indonésio contra a revolução apoiada pela CIA estavam suprimindo o comunismo.
Depois da Indonésia, Eisenhower demonstrou desconfiança tanto na CIA quanto em seu diretor, Allen Dulles. Dulles também demonstrou desconfiança na própria CIA. Abbot Smith, um analista da CIA que mais tarde se tornou chefe do Escritório de Estimativas Nacionais, disse: "Tínhamos construído para nós mesmos uma imagem da URSS, e o que quer que acontecesse tinha que ser feito para se encaixar nessa imagem. Estimadores de inteligência dificilmente podem cometer um pecado mais abominável." Em 16 de dezembro, Eisenhower recebeu um relatório de seu conselho de consultores de inteligência que dizia que a agência era "incapaz de fazer avaliações objetivas de suas próprias informações de inteligência, bem como de suas próprias operações".

### República Democrática do Congo
Na eleição de Patrice Lumumba como primeiro-ministro, e sua aceitação do apoio soviético durante a Crise do Congo, a CIA viu outra possível Cuba. Eisenhower ordenou que Lumumba fosse "eliminado". Em setembro de 1960, o presidente Joseph Kasa-Vubu ordenou a demissão de Lumumba e seu gabinete. A CIA entregou um quarto de milhão de dólares a Mobutu Sese Seko em outubro, sua figura política congolesa favorita. Lumumba foi preso por Mobutu em dezembro e depois entregue às autoridades de Catanga que, com a ajuda da Bélgica, o executaram por fuzilamento em janeiro de 1961.

### Abate de Gary Powers (U–2)

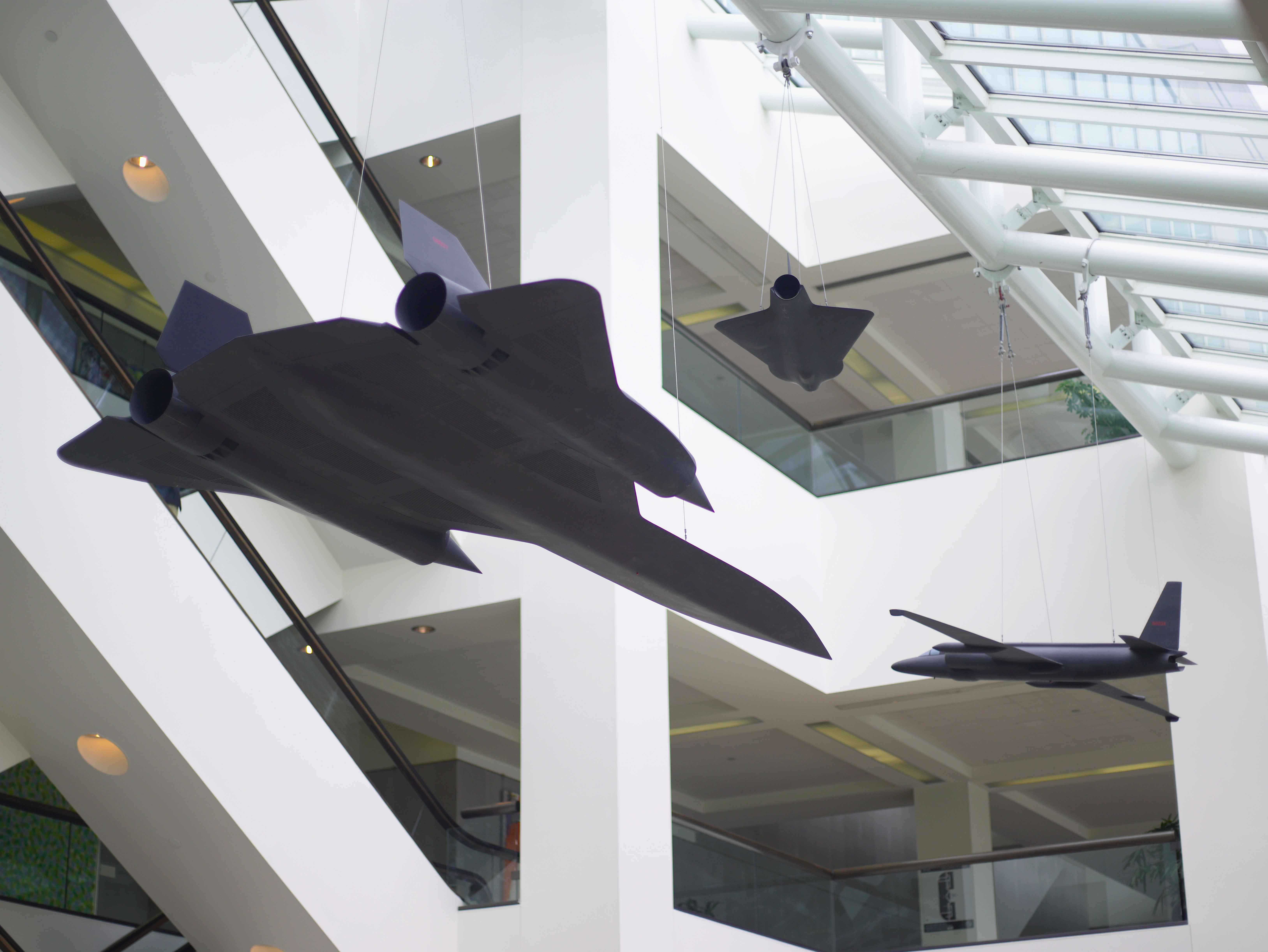
Suspensos no teto do átrio envidraçado: três modelos do Lockheed U-2, Lockheed A-12, e o drone Lockheed D-21.Esses modelos são réplicas exatas em escala de um sexto dos planos reais. Todos os três tinham capacidades fotográficas. O U-2 foi um dos primeiros aviões de espionagem desenvolvidos pela CIA. O A-12 estabeleceu recordes de voo inéditos. O drone D-21 foi uma das primeiras aeronaves sem tripulação já construídas. Lockheed Martin doou todos os três modelos para a CIA.

Após o gap do bombardeiro, veio o gap do míssil. Eisenhower queria usar o U-2 para refutar o Missile Gap, mas ele proibiu os sobrevoos do U-2 da União Soviética depois de se encontrar com o secretário Khrushchov em Camp David. Outra razão pela qual o presidente se opôs ao uso do U-2 foi que, na era nuclear, a inteligência de que ele mais precisava estava nas intenções deles, sem a qual os EUA enfrentariam uma paralisia da inteligência. Estava particularmente preocupado que os voos do U-2 pudessem ser vistos como preparativos para ataques iniciais. Tinha grandes esperanças de um próximo encontro com Khrushchov em Paris. Eisenhower finalmente cedeu à pressão da CIA para autorizar uma janela de 16 dias para voos, que foi estendida por mais seis dias por causa do mau tempo. Em 1º de maio de 1960, a URSS abateu um U-2 sobrevoando o território soviético. Para Eisenhower, o encobrimento que se seguiu destruiu sua percepção de honestidade e sua esperança de deixar um legado de relações descongeladas com Khrushchov. Eisenhower disse mais tarde que o encobrimento do U-2 foi o maior arrependimento de sua presidência.

### República Dominicana
Os abusos dos direitos humanos do Generalíssimo Rafael Trujillo durou mais de três décadas antes de os Estados Unidos romperem relações diplomáticas com a República Dominicana em agosto de 1960. O grupo especial da CIA armou dominicanos para assassinar Trujillo, mas John F. Kennedy interrompeu o plano quando se tornou presidente. Kennedy permitiu a distribuição de quatro metralhadoras adicionais, e Trujillo morreu de ferimentos de bala duas semanas depois, em 30 de maio de 1961. Na sequência, Kennedy escreveu que a CIA teve sucesso onde falhou muitas vezes no passado, mas diante desse sucesso, foi pega de surpresa, por não ter planejado o que fazer a seguir.

### Baía dos Porcos

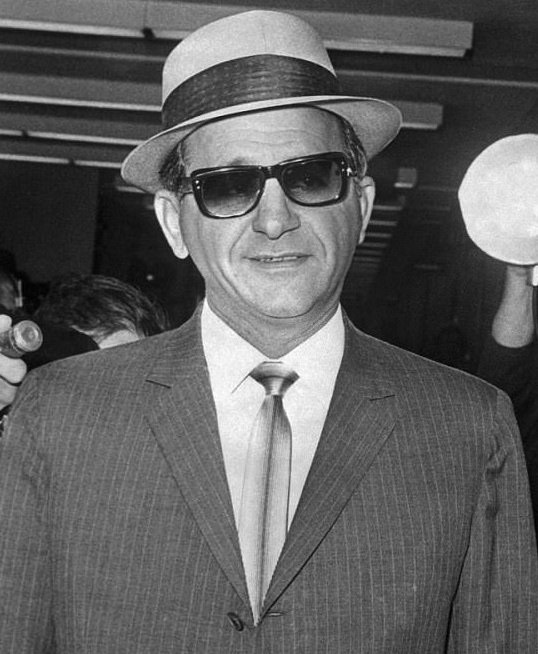
A CIA recrutou Sam Giancana (foto), Santo Trafficante e outros mafiosos para assassinar Fidel Castro.

A CIA deu as boas-vindas a Fidel Castro em sua visita a Washington, D.C., e deu-lhe um briefing cara a cara. A CIA esperava que Castro criasse um governo democrático amigável e planejava bajular seu favor com dinheiro e armas. Em 11 de dezembro de 1959, um memorando chegou à mesa do DCI recomendando a "eliminação" de Castro. Em meados de agosto de 1960, Dick Bissell tentaria, com a bênção da CIA, contratar a Máfia para assassinar Castro.
A invasão da Baía dos Porcos foi uma invasão militar fracassada de Cuba, realizada pelo grupo paramilitar patrocinado pela CIA Brigada 2506 em 17 de abril de 1961. Um militar contrarrevolucionário, treinado e financiado pela CIA, a Brigada 2506 liderou o braço armado da Frente Revolucionária Democrática (DRF) e pretendia derrubar o governo cada vez mais comunista de Fidel Castro. Lançada da Guatemala, a força invasora foi derrotada em três dias pelas Forças Armadas Revolucionárias de Cuba, sob o comando direto do primeiro-ministro Fidel Castro. O presidente dos EUA, Dwight D. Eisenhower, estava preocupado com a direção que o governo de Castro estava tomando e, em março de 1960, Eisenhower alocou $ 13,1 milhões para a CIA para planejar a derrubada de Castro. A CIA passou a organizar a operação com a ajuda de várias forças contrarrevolucionárias cubanas, treinando a Brigada 2506 na Guatemala. Mais de 1 400 paramilitares partiram para Cuba de barco em 13 de abril. Dois dias depois, em 15 de abril, oito bombardeiros B-26 fornecidos pela CIA atacaram aeródromos cubanos. Na noite de 16 de abril, a invasão principal desembarcou na Baía dos Porcos, mas em 20 de abril os invasores finalmente se renderam. A invasão fracassada fortaleceu a posição da liderança de Castro, bem como seus laços com a URSS. Isso levou eventualmente aos eventos da Crise dos mísseis de Cuba em 1962. A invasão foi um grande embaraço para a política externa dos Estados Unidos.
O Taylor Board foi contratado para determinar o que deu errado em Cuba. O Conselho chegou à mesma conclusão que o Conselho de Consultores sobre Atividades de Inteligência Estrangeira do Presidente de janeiro de 61 havia concluído, e muitas outras revisões anteriores e futuras, que a acção secreta teve que ser completamente isolada da inteligência e da análise. O Inspetor Geral da CIA investigou a Baía dos Porcos. Ele concluiu que havia necessidade de melhorar drasticamente a organização e o gerenciamento da CIA.

### Cuba: terrorismo e sabotagem
Após o fracasso da tentativa de invasão na Baía dos Porcos, a CIA propôs um programa de sabotagem e ataques terroristas contra alvos civis e militares em Cuba, com a intenção declarada de derrubar a administração cubana e instituir um novo governo. Foi autorizado pelo presidente em novembro de 1961. A operação viu a CIA se envolver em uma extensa campanha de ataques terroristas contra civis e alvos econômicos, matando um número significativo de civis e realizando operações secretas contra o governo cubano.
A CIA estabeleceu uma base para a operação em Miami com o criptônimo JMWAVE. A operação foi tão extensa que abrigou o maior número de oficiais da CIA fora de Langley, chegando a cerca de quatrocentos. Era um grande empregador na Flórida, com vários milhares de agentes pagos clandestinamente pela agência. As atividades terroristas realizadas por agentes armados, organizados e patrocinados pela CIA foram outra fonte de tensão entre os governos dos Estados Unidos e de Cuba. Eles foram um fator importante que contribuiu para a decisão soviética de colocar mísseis em Cuba, levando à Crise dos mísseis de Cuba.
Os ataques continuaram até 1965. Embora o nível de atividade terrorista dirigida pela CIA tenha diminuído na segunda metade da década de 1960, em 1969 a CIA foi instruída a intensificar suas operações contra Cuba. Terroristas exilados ainda estavam a serviço da CIA em meados da década de 1970, incluindo Luis Posada Carriles. Ele permaneceu na folha de pagamento da CIA até meados de 1976, e o contato continuou pelo menos até junho daquele ano. Acredita-se que Posada seja o responsável pelo atentado ao voo Cubana 455 em outubro de 1976, matando 73 pessoas – o caso mais mortal de terrorismo aéreo no hemisfério ocidental antes dos ataques de 11 de setembro de 2001 em Nova York.
Apesar dos danos causados e dos civis mortos nos ataques terroristas da CIA, pela medida de seu objetivo declarado, o projeto foi um fracasso completo.

### Início da Guerra Fria, 1953–1966

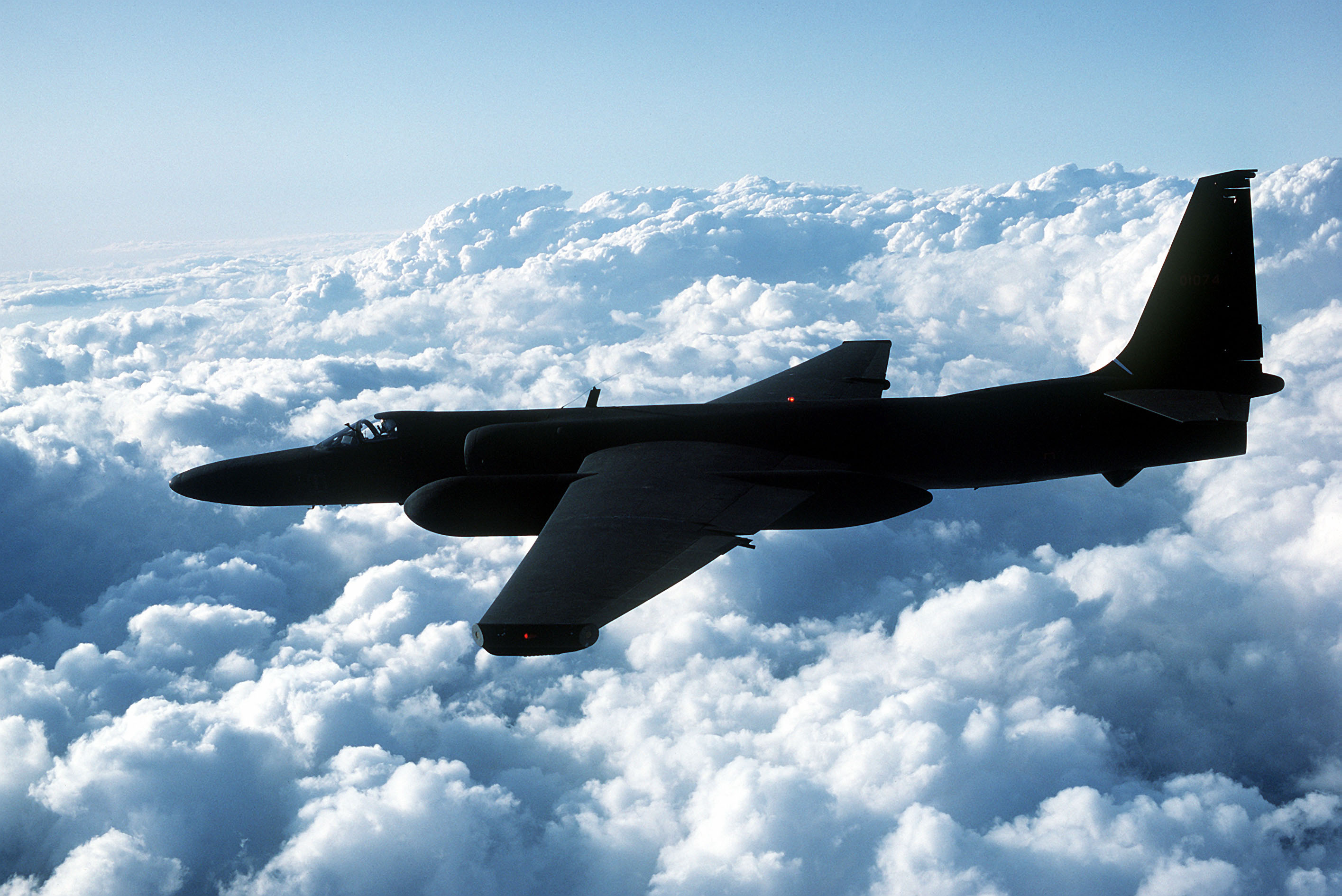
Lockheed U-2 Dragon Lady, a primeira geração de aeronaves de reconhecimento do espaço próximo.

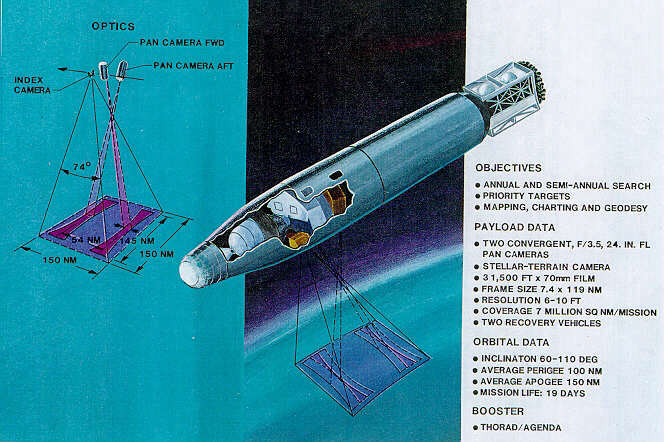
Imagens iniciais do satélite CORONA/KH-4B IMINT.

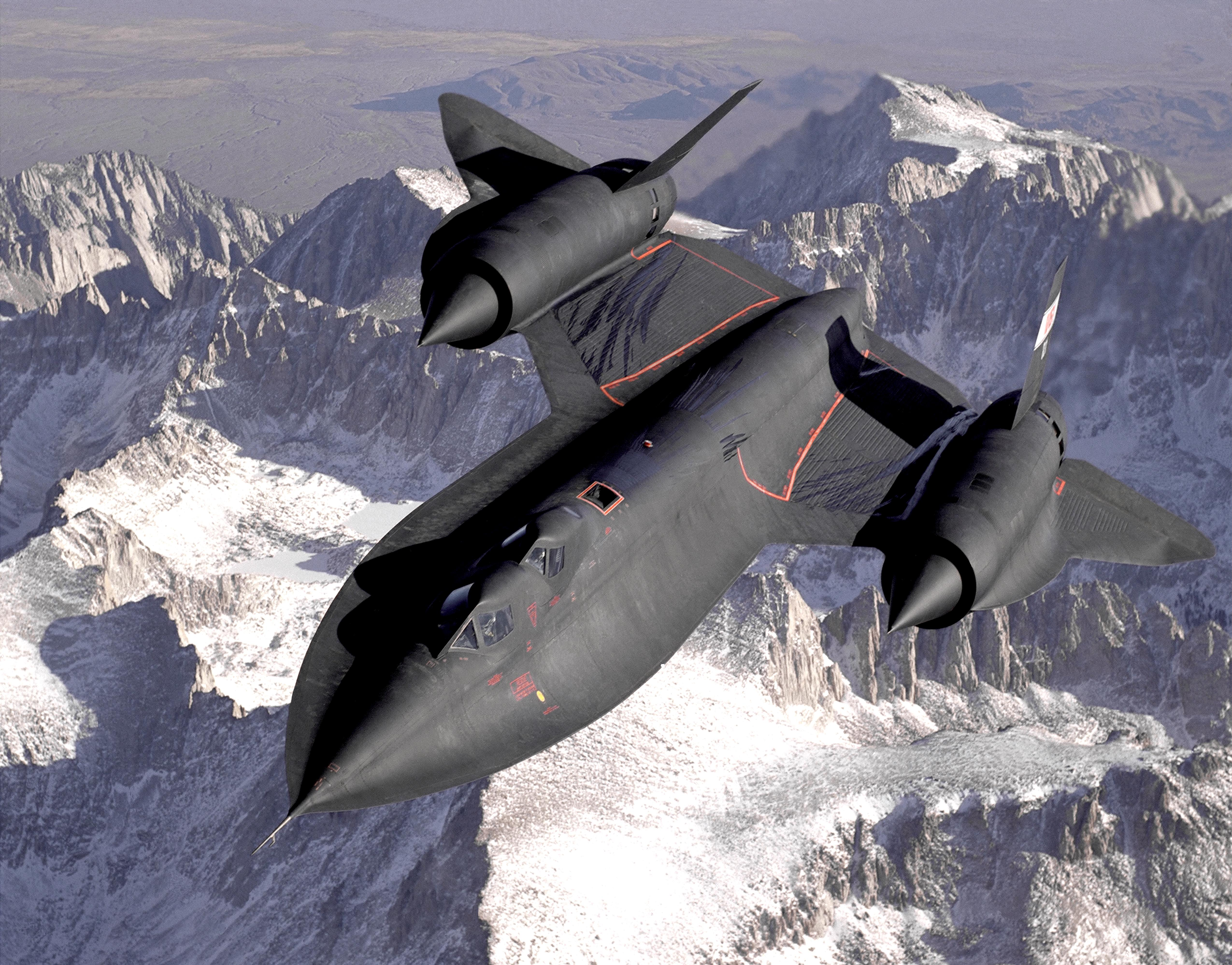
USAF's SR-71 Blackbird foi desenvolvido a partir da CIA A-12 OXCART.

A CIA estava envolvida em atividades anticomunistas na Birmânia, Congo, Guatemala e Laos. As operações no Laos continuaram bem na década de 1970.
Houve sugestões de que a tentativa soviética de colocar mísseis em Cuba veio, indiretamente, quando eles perceberam o quanto haviam sido comprometidos por um desertor EUA-Reino Unido no local, Oleg Penkovsky. Uma das operações mais significativas já realizadas pela CIA foi dirigida ao Zaire em apoio ao general que se tornou ditador Mobutu Sese Seko.

### Brasil
A CIA e o governo dos Estados Unidos estiveram envolvidos no Golpe de Estado no Brasil em 1964. O golpe ocorreu de 31 de março a 1 de abril, que resultou na deposição do presidente João Goulart pelas Forças Armadas do Brasil. Os Estados Unidos viam Goulart como uma ameaça de esquerda na América Latina. Telegramas secretos escritos pelo embaixador dos Estados Unidos no Brasil, Lincoln Gordon, confirmavam que a CIA estava envolvida em ações secretas no Brasil. A CIA encorajou "comícios de rua pró-democracia" no Brasil, por exemplo, para criar dissidência contra Goulart.

### Indochina, Tibete e a Guerra do Vietnã (1954–1975)
A missão OSS Patti chegou ao Vietnã perto do final da Segunda Guerra Mundial e teve interação significativa com os líderes de muitas facções vietnamitas, incluindo Ho Chi Minh.
O programa tibetano da CIA consistia em conspirações políticas, distribuição de propaganda e coleta paramilitar e de inteligência com base nos compromissos dos EUA assumidos com o Dalai Lama em 1951 e 1956.
Durante o período de envolvimento dos EUA em combate na Guerra do Vietnã, houve uma discussão considerável sobre o progresso entre o Departamento de Defesa sob Robert McNamara, a CIA e, até certo ponto, a equipe de inteligência do Comando de Assistência Militar do Vietnã.
Em algum momento entre 1959 e 1961, a CIA iniciou o Projeto Tiger, um programa de envio de agentes sul-vietnamitas ao Vietname do Norte para coletar informações. Estes foram fracassos; o vice-chefe do Projeto Tiger, capitão Do Van Tien, admitiu que era um agente de Hanói.

#### Johnson
Diante do fracasso do Projeto Tiger, o Pentágono queria que as forças paramilitares da CIA participassem de seu Op Plan 64A. Isso resultou em paramilitares estrangeiros da CIA sendo colocados sob o comando do DOD, um movimento visto como uma ladeira escorregadia dentro da CIA, um deslize da ação secreta para a militarização.
O movimento antiguerra se expandiu rapidamente pelos Estados Unidos durante a presidência de Lyndon B. Johnson. Johnson queria que o diretor da CIA, Richard Helms, confirmasse o palpite de Johnson de que Moscou e Pequim estavam financiando e influenciando o movimento antiguerra americano. Assim, no outono de 1967, a CIA lançou um programa de vigilância doméstica com o codinome CHAOS, que duraria sete anos. Os departamentos de polícia de todo o país cooperaram em conjunto com a agência, acumulando um "índice de computador de 300 000 nomes de pessoas e organizações americanas e arquivos extensos de 7 200 cidadãos. Helms criou um "Grupo de Operações Especiais" no qual "[onze] oficiais da CIA deixaram crescer o cabelo, aprenderam o jargão da Nova Esquerda e partiram para se infiltrar em grupos de paz nos Estados Unidos e na Europa". A avaliação de um analista da CIA sobre o Vietnã foi que os EUA estavam "se tornando progressivamente divorciados da realidade ... [e] procedendo com muito mais coragem do que sabedoria".

### Nixon
Em 1971, a Agência de Segurança Nacional (NSA) e a CIA estavam envolvidas em espionagem doméstica. O DOD estava escutando Henry Kissinger. A Casa Branca e Camp David tinham som. Richard Nixon e Kissinger estavam escutando seus assessores, bem como repórteres. Notoriamente, os White House Plumbers tinham em seu número muitos ex-oficiais da CIA, incluindo E. Howard Hunt, Jim McCord e Eugenio Martinez. Em 7 de julho de 1971, John Ehrlichman, chefe de política interna de Nixon, disse ao DCI Cushman, o machado de Nixon na CIA, para deixar Cushman "saber que [Hunt] estava, de fato, fazendo algumas coisas para o presidente ... você deve considerar que ele tem praticamente carta branca".
Em 17 de junho, os encanadores de Nixon foram pegos roubando os escritórios do DNC em Watergate. Em 23 de junho, DCI Helms recebeu ordens da Casa Branca para dispensar o FBI usando a segurança nacional como pretexto. O novo DCI, Walters, outro hack de Nixon, ligou para o diretor interino do FBI e disse-lhe para encerrar a investigação conforme ordenado. Em 26 de junho, o advogado de Nixon, John Dean, ordenou que o DCI Walters pagasse aos encanadores dinheiro secreto não rastreável. A CIA era a única parte do governo que tinha o poder de fazer pagamentos fora do livro, mas isso só poderia ser feito por ordem do CI ou, se estivesse fora do país, do DCI. O diretor interino do FBI começou a quebrar fileiras. Ele exigiu que a CIA produzisse um documento assinado atestando a ameaça à segurança nacional da investigação. O advogado de Jim McCord contatou a CIA informando-os de que McCord havia recebido um perdão presidencial se denunciasse a CIA, testemunhando que a invasão havia sido uma operação da CIA. Nixon há muito se frustrava com o que via como uma infecção liberal dentro da CIA e vinha tentando há anos arrancar a CIA de suas raízes. McCord escreveu: "Se [DCI] Helms for (levar a queda) e a operação Watergate for colocada aos pés da CIA, onde não pertence, todas as árvores da floresta cairão. Será um deserto arrasado".

Participantes da Operação Condor.
colaboradores (Estados Unidos)

Em 13 de novembro, após a reeleição esmagadora de Nixon, Nixon disse a Kissinger "[pretendo] arruinar o Serviço de Relações Exteriores. Quero dizer, arruiná-lo - o antigo Serviço de Relações Exteriores - e construir um novo". Tinha projetos semelhantes para a CIA e pretendia substituir Helms por James R. Schlesinger. Nixon disse a Helms que estava de saída e prometeu que Helms poderia ficar até seu 60º aniversário, a idade de aposentadoria compulsória. Em 2 de fevereiro, Nixon quebrou essa promessa, realizando sua intenção de "remover a madeira morta" da CIA. "Livre-se dos palhaços" foi sua ordem para o informante que chegava. Kissinger dirigia a CIA desde o início da presidência de Nixon, mas Nixon impressionou Schlesinger que ele deveria comparecer ao Congresso para estar no comando, evitando as suspeitas do envolvimento de Kissinger. Nixon também esperava que Schlesinger pudesse promover mudanças mais amplas na comunidade de inteligência para a qual ele vinha trabalhando há anos, a criação de um Diretor de Inteligência Nacional e a divisão da parte de ação secreta da CIA em um órgão separado. Antes que Helms deixasse o cargo, ele destruiria todas as fitas que havia feito secretamente das reuniões em seu escritório e muitos dos papéis do Projeto MKULTRA. No mandato de 17 semanas de Schlesinger, em sua afirmação ao presidente Nixon de que era "imperativo reduzir a 'proeminência das operações da CIA' em todo o mundo", o diretor demitiu mais de 1 500 funcionários. Enquanto Watergate lançava os holofotes sobre a CIA, Schlesinger, que havia sido mantido no escuro sobre o envolvimento da CIA, decidiu que precisava saber quais esqueletos estavam no armário. Ele emitiu um memorando para todos os funcionários da CIA instruindo-os a divulgar a ele qualquer atividade da CIA que conhecessem no passado ou no presente que pudesse estar fora do escopo do estatuto da CIA.
Isso se tornou as Joias da Família. Incluía informações ligando a CIA ao assassinato de líderes estrangeiros, a vigilância ilegal de cerca de 7 000 cidadãos americanos envolvidos no movimento antiguerra (Operação CHAOS), a CIA também experimentou cidadãos americanos e canadenses sem o conhecimento deles, secretamente dando-lhes LSD (entre outras coisas) e observando os resultados. Isso levou o Congresso a criar a Comissão Church, e o Comitê Pike na Câmara. O presidente Gerald Ford criou a Comissão Rockefeller, e emitiu uma ordem executiva proibindo o assassinato de líderes estrangeiros. DCI William Colby vazou os papéis para a imprensa, mais tarde ele afirmou que acreditava que fornecer ao Congresso essa informação era a coisa certa a fazer e, em última análise, no interesse da CIA.

### Investigações do Congresso
O procurador-geral interino Laurence Silberman soube da existência das Joias da Família e emitiu uma intimação para elas, provocando oito investigações do Congresso dos Estados Unidos sobre as atividades de espionagem doméstica da CIA. O curto mandato de William Colby como DCI terminaria com o Massacre de Halloween. Seu substituto foi George H. W. Bush. Na época, o DOD controlava 80% do orçamento de inteligência. A comunicação e a coordenação entre a CIA e o DOD sofreriam muito com o Secretário de Defesa, Donald Rumsfeld. O orçamento da CIA para a contratação de oficiais clandestinos havia sido espremido pelas operações paramilitares no Sudeste Asiático, e a baixa popularidade do governo prejudicou ainda mais as contratações. Isso deixou a agência inchada com a gerência média e anêmica nos oficiais mais jovens. Com o treinamento de funcionários levando cinco anos, a única esperança da agência seria o gotejamento de novos oficiais se concretizando anos no futuro. A CIA veria outro revés quando os comunistas tomassem Angola. William J. Casey, membro do Conselho Consultivo de Inteligência da Ford, obteve a aprovação de Bush para permitir que uma equipe de fora da CIA produzisse estimativas militares soviéticas como uma "Equipe B". A equipa "B" era composta por falcões. Suas estimativas eram as mais altas que poderiam ser justificadas, e eles pintaram um quadro de um exército soviético em crescimento quando o exército soviético estava de fato encolhendo. Muitos de seus relatórios chegaram à imprensa. Como resultado das investigações, a supervisão da CIA pelo Congresso acabou evoluindo para um comitê de inteligência seleto na Câmara e o Senado supervisionando ações secretas autorizadas pelo presidente.

### Chade
A Líbia, vizinha do Chade, era uma importante fonte de armamento para as forças rebeldes comunistas. A CIA aproveitou a oportunidade para armar e financiar o primeiro-ministro do Chade, Hissène Habré, depois que ele criou um governo separatista no oeste do Sudão, até mesmo dando a ele mísseis Stinger.

### Afeganistão

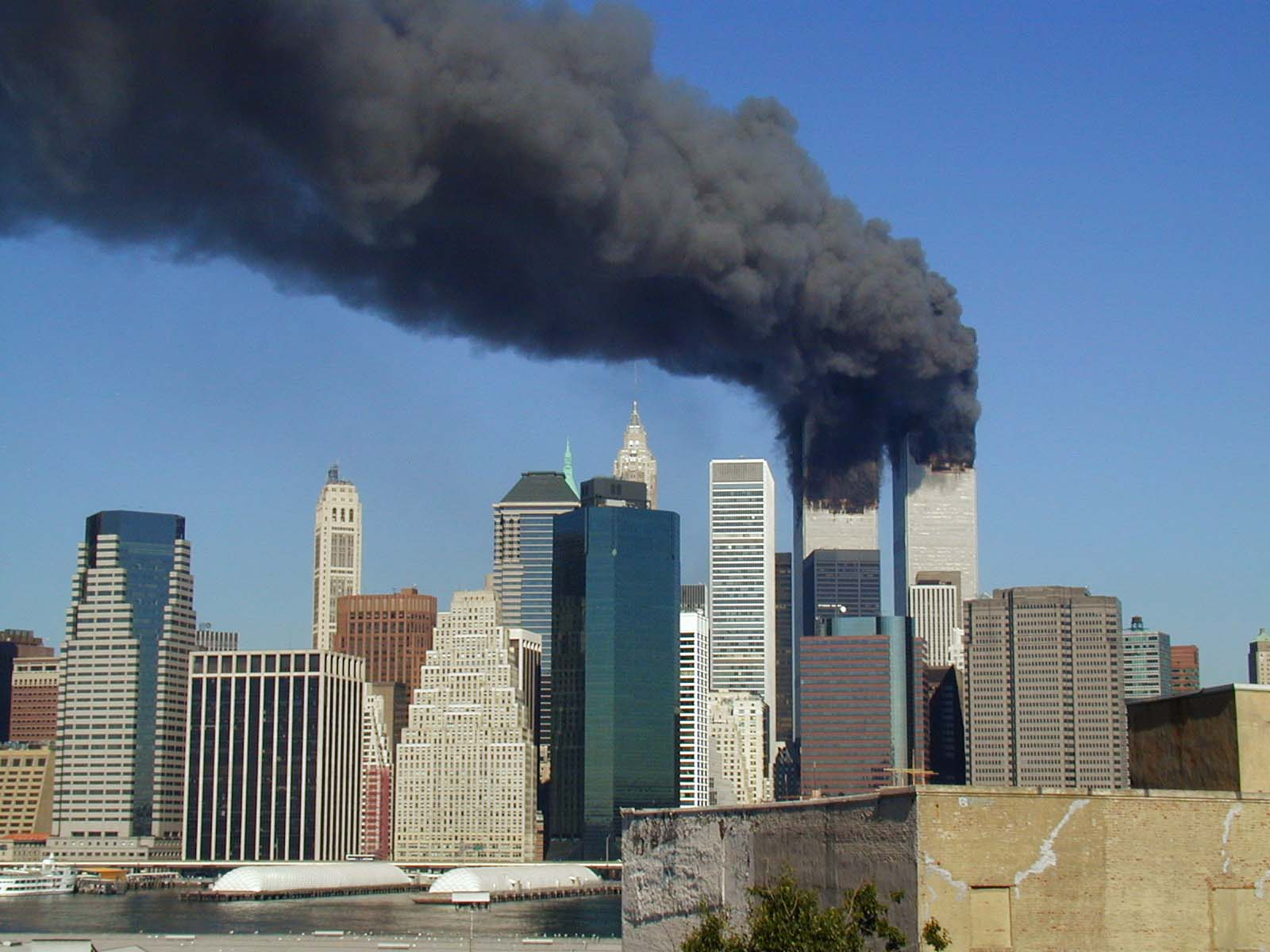
Os críticos afirmam que o financiamento dos mujahidin afegãos (Operação Ciclone) desempenhou um papel na causa dos Ataques de 11 de setembro de 2001.

No Afeganistão, a CIA canalizou vários bilhões de dólares em armas, incluindo mísseis terra-ar FIM-92 Stinger, para a Inter-Services Intelligence (ISI), do Paquistão, que os canalizou para dezenas de milhares de combatentes da resistência mujahidin afegãos - uma parte dos quais sangrou para "árabes afegãos" estrangeiros de quarenta países muçulmanos. No total, a CIA enviou aproximadamente 2.300 Stingers ao Afeganistão, criando um mercado negro substancial para as armas em todo o Oriente Médio, Ásia Central e até mesmo partes da África que persistiram até a década de 1990. Talvez 100 Stingers tenham sido adquiridos pelo Irã. A CIA posteriormente operou um programa para recuperar os Stingers por meio de recompras em dinheiro.

### Irã/Contras
Sob o presidente Jimmy Carter, a CIA estava conduzindo uma oposição pró-americana financiada secretamente contra o Sandinismo. Em março de 1981, Ronald Reagan disse ao Congresso que a CIA protegeria El Salvador impedindo o envio de armas nicaraguenses para o país para armar rebeldes comunistas. Isso foi um estratagema. A CIA estava armando e treinando Contras nicaraguenses em Honduras na esperança de que eles pudessem depor os sandinistas na Nicarágua. O DCI William J. Casey formou a Força-Tarefa da América Central, composta por homens da Covert Action. Em 21 de dezembro de 1982, o Congresso aprovou uma lei restringindo a CIA à sua missão declarada, restringindo o fluxo de armas da Nicarágua para El Salvador, proibindo o uso de fundos para expulsar os sandinistas. Reagan testemunhou perante o Congresso, assegurando-lhes que a CIA não estava tentando derrubar o governo da Nicarágua.

### Líbano
A principal fonte da CIA no Líbano foi Bashir Gemayel, um membro da seita cristã maronita. A revolta contra a minoria maronita surpreendeu a CIA. Israel invadiu o Líbano e, junto com a CIA, apoiou Gemayel. Isso garantiu a garantia de Gemayel de que os americanos seriam protegidos no Líbano. Treze dias depois, ele foi assassinado. Imad Mughniyah, um assassino do Hezbollah, atacou os americanos em retaliação à invasão israelense, o massacre de Sabra e Shatila, e os Fuzileiros Navais da Força Multinacional dos EUA por seu papel na oposição à Organização para a Libertação da Palestina no Líbano.

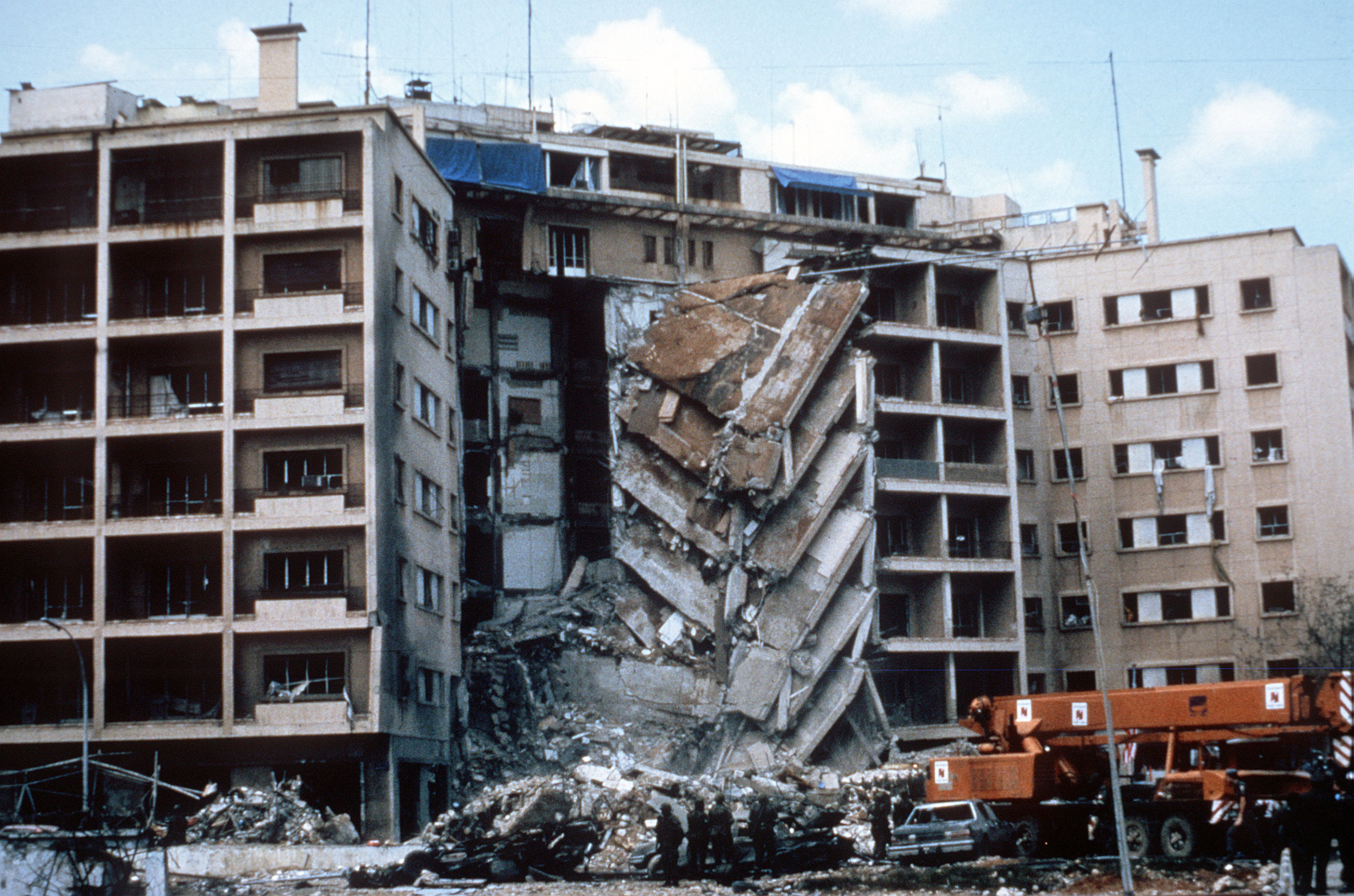
Uma visão dos danos à Embaixada dos EUA causados por um ataque terrorista a bomba.

Em 18 de abril de 1983, um carro-bomba de 2 000 libras explodiu no saguão da embaixada americana em Beirute, matando 63 pessoas, incluindo 17 americanos e 7 oficiais da CIA, incluindo Robert Ames, um dos especialistas da CIA no Oriente Médio. A sorte dos Estados Unidos no Líbano sofreu mais quando a retaliação mal dirigida dos Estados Unidos pelo bombardeio foi interpretada por muitos como apoio à minoria maronita. Em 23 de outubro de 1983, duas bombas foram detonadas em Beirute, incluindo uma bomba de 10 toneladas em um quartel militar dos EUA que matou 242 pessoas. O bombardeio da embaixada matou o chefe da estação de Beirute da CIA, Ken Haas. Bill Buckley foi enviado para substituí-lo. Dezoito dias depois que os fuzileiros navais dos EUA deixaram o Líbano, Buckley foi sequestrado. Em 7 de março de 1984, Jeremy Levin, chefe do escritório da CNN em Beirute, foi sequestrado. Mais doze americanos foram capturados em Beirute durante o governo Reagan. Manucher Ghorbanifar, um ex-agente da SAVAK, era um vendedor de informações e foi desacreditado por seu histórico de desinformação. Ele procurou a agência que oferecia um canal de apoio ao Irã, sugerindo um comércio de mísseis que seria lucrativo para os intermediários.

### Paquistão
Foi alegado por autores como Ahmed Rashid que a CIA e o Inter-Services Intelligence (ISI) estão travando uma guerra clandestina. O Talibã afegão – com quem os Estados Unidos estão oficialmente em conflito – está sediado nas Áreas Tribais Administradas Federalmente do Paquistão e, de acordo com alguns relatórios, é amplamente financiado pelo ISI. O governo paquistanês nega isso.

### Tensões geopolíticas Índia-Paquistão
Em 11 de maio de 1998, o diretor da CIA, George Tenet, e sua agência ficaram surpresos com o segundo teste nuclear da Índia. O teste despertou preocupações de seu adversário com capacidade nuclear, o Paquistão, e, além disso, "reformulou o equilíbrio de poder no mundo". O teste nuclear foi a resposta calculada de Nova Deli ao Paquistão antes de testar novos mísseis em seu arsenal em expansão. Esta série de eventos posteriormente revelou a "falha de espionagem da CIA, falha em ler fotografias, falha em compreender relatórios, falha em pensar e falha em ver".

### Polônia, 1980–1989
Ao contrário do governo Carter, o governo Reagan apoiou o movimento Solidarność (Solidariedade) na Polônia, e - com base na inteligência da CIA - empreendeu uma campanha de relações públicas para deter o que o governo Carter sentiu ser "um movimento iminente de grandes forças militares soviéticas na Polônia". O coronel Ryszard Kukliński, oficial sênior do Estado-Maior polonês, estava enviando secretamente relatórios à CIA. A CIA transferia cerca de 2 milhões de dólares anualmente em dinheiro para o Solidariedade, o que sugere que o total de 10 milhões de dólares é uma estimativa razoável para o total de cinco anos. Não havia ligações diretas entre a CIA e o Solidarność, e todo o dinheiro era canalizado por meio de terceiros. Os oficiais da CIA foram impedidos de se encontrar com os líderes do Solidariedade, e os contatos da CIA com os ativistas do Solidarność eram mais fracos do que os da AFL-CIO, que arrecadou 300 mil dólares de seus associados, que foram usados para fornecer material e dinheiro diretamente ao Solidariedade, sem controle do uso do Solidariedade. O Congresso dos Estados Unidos autorizou o National Endowment for Democracy (NED) a promover a democracia, e o NED alocou 10 milhões de dólares para o Solidariedade. Quando o governo polonês lançou sua própria repressão em dezembro de 1981, no entanto, o Solidariedade não foi alertado. As possíveis explicações para isso variam; alguns acreditam que a CIA foi pega desprevenida, enquanto outros sugerem que os formuladores de políticas americanos consideravam uma repressão interna preferível a uma "intervenção soviética inevitável". O apoio da CIA ao Solidariedade incluiu dinheiro, equipamento e treinamento, que foi coordenado pela divisão de Operações Especiais da CIA. Henry Hyde, membro do comitê de inteligência da Câmara dos EUA, afirmou que os EUA forneceram "suprimentos e assistência técnica em termos de jornais clandestinos, radiodifusão, propaganda, dinheiro, ajuda organizacional e conselhos". Michael Reisman, da Yale Law School, nomeou as operações na Polônia como uma das ações secretas da CIA durante a Guerra Fria. Os fundos iniciais para ações secretas da CIA foram de $ 2 milhões, mas logo após a autorização foi aumentada e em 1985 a CIA se infiltrou com sucesso na Polônia. Rainer Thiel em Nested Games of External Democracy Promotion: The United States and the Polish Liberalization 1980–1989 menciona como as operações secretas da CIA e jogos de espionagem, entre outros, permitiram aos EUA prosseguir com uma mudança de regime bem-sucedida.

### Operação Gladio
Durante a Guerra Fria, a CIA, juntamente com a OTAN, esteve envolvida na Operação Gladio, Como parte da Operação Gladio, a CIA apoiou o governo italiano, além de supostamente apoiar organizações neofascistas como Avanguardia Nazionale, Ordine Nuovo e os Nuclei Armati Rivoluzionari durante os Anos de Chumbo na Itália.
Na Turquia, Gladio era chamado de Counter-Guerrilla. Os esforços da CIA fortaleceram o movimento pan-turquista através do membro fundador da Contra-Guerrilha, Alparslan Türkeş. Outros indivíduos de extrema-direita empregados pela CIA como parte da Contra-Guerrilha incluíam Ruzi Nazar, um ex-oficial da Schutzstaffel e pan-turquista.

### Operação Tempestade no Deserto
Durante a Guerra Irã-Iraque, a CIA apoiou os dois lados. A CIA mantinha uma rede de espiões no Irã, mas em 1989 um erro da CIA comprometeu todos os agentes que tinham lá, e a CIA não tinha agentes no Iraque. Nas semanas anteriores à invasão do Kuwait, a CIA minimizou o reforço militar. Durante a guerra, as estimativas da CIA sobre as habilidades e intenções dos iraquianos variaram e raramente foram precisas. Em um caso particular, o DOD pediu à CIA para identificar alvos militares para bombardear. Um alvo identificado pela CIA foi um abrigo subterrâneo. A CIA não sabia que era um abrigo antiaéreo civil. Em um caso raro, a CIA determinou corretamente que os esforços das forças da coalizão estavam falhando em seus esforços para destruir mísseis SCUD. O Congresso retirou o papel da CIA na interpretação de fotos de satélites espiões, colocando as operações de inteligência de satélites da CIA sob os auspícios dos militares. A CIA criou seu escritório de assuntos militares, que funcionava como "apoio de segundo escalão para o Pentágono... respondendo... a perguntas de militares [como] 'qual é a largura desta estrada?'".

### Queda da URSS
O anúncio de Mikhail Gorbatchov da redução unilateral de 500 000 soldados soviéticos pegou a CIA de surpresa. Além disso, Doug MacEachin, chefe de análise soviética da CIA, disse que mesmo que a CIA tivesse informado o presidente, o NSC e o Congresso sobre os cortes de antemão, isso teria sido ignorado. "Nós nunca teríamos sido capazes de publicá-lo". Todos os números da CIA sobre a economia da URSS estavam errados. Muitas vezes a CIA confiava em pessoas inexperientes supostamente consideradas especialistas. Robert Gates havia precedido Doug MacEachin como chefe da análise soviética, e ele nunca havia visitado a Rússia. Poucos oficiais, mesmo os estacionados no país, falavam a língua das pessoas que espionavam. E a CIA não podia enviar agentes para responder a situações em desenvolvimento. A análise da Rússia pela CIA durante a Guerra Fria foi impulsionada pela ideologia ou pela política. William J. Crowe, o presidente do Estado-Maior Conjunto dos Estados Unidos, observou que a CIA "falava sobre a União Soviética como se não estivesse lendo os jornais, muito menos desenvolvendo inteligência clandestina".

### Presidente Clinton
Em 25 de janeiro de 1993, Mir Qazi abriu fogo na sede da CIA em Langley, Virgínia, matando dois oficiais e ferindo outros três. Em 26 de fevereiro, terroristas da Al-Qaeda liderados por Ramzi Yousef bombardearam o estacionamento abaixo da Torre Norte do World Trade Center na cidade de Nova York, matando seis pessoas e ferindo outras 1.402.
Durante a Guerra da Bósnia, ocorreu o Massacre de Srebrenica. Em 13 de julho de 1995, quando saiu a reportagem da imprensa sobre o massacre, a CIA recebeu fotos de um satélite espião de prisioneiros guardados por homens armados em Srebrenica. A CIA não tinha agentes no local para verificar o relatório. Duas semanas após as notícias sobre o massacre, a CIA enviou um U-2 para fotografá-lo. Uma semana depois, a CIA concluiu seu relatório sobre o assunto. O relatório final chegou ao Salão Oval em 4 de agosto de 1995. Em suma, levou três semanas para a agência confirmar que um dos maiores assassinatos em massa na Europa desde a Segunda Guerra Mundial havia ocorrido.
Outro erro da CIA que ocorreu nos Bálcãs durante a presidência de Clinton foi o bombardeio da Sérvia pela OTAN. Para forçar Slobodan Milošević a retirar suas tropas de Kosovo, a CIA foi convidada a fornecer alvos militares para bombardeios, onde os analistas da agência usaram mapas turísticos para determinar a localização. No entanto, a agência forneceu incorretamente as coordenadas da Embaixada da China como alvo, resultando em seu bombardeio. A CIA interpretou erroneamente o alvo como o depósito militar de Slobodan Milosevic.
Na França, a CIA tinha ordens de inteligência econômica; uma agente da CIA revelou aos franceses suas conexões com a CIA. Dick Holm, chefe da estação de Paris, foi expulso. Na Guatemala, a CIA produziu o Memorando de Murphy, baseado em gravações de áudio feitas por dispositivos de escuta secretos plantados pela inteligência guatemalteca no quarto da embaixadora Marilyn McAfee. Na gravação, a Embaixadora McAfee implorou verbalmente a "Murphy". A CIA circulou um memorando nos mais altos círculos de Washington, D.C. acusando a embaixadora McAfee de ter um caso lésbico extraconjugal com sua secretária, Carol Murphy. Não houve caso. A embaixadora McAfee estava ligando para Murphy, seu poodle.
Harold James Nicholson foi pego espionando para a Rússia. Em 1997, a Câmara redigiria outro relatório, que dizia que os oficiais da CIA sabem pouco sobre a língua ou a política das pessoas que espionam; a conclusão foi que a CIA carecia de "profundidade, amplitude e experiência para monitorar os desenvolvimentos políticos, militares e econômicos em todo o mundo". Russ Travers disse no jornal interno da CIA que em cinco anos "a falha da inteligência é inevitável". Em 1997, o novo diretor da CIA, George Tenet, prometeria uma nova agência de trabalho em 2002. A surpresa da CIA com a detonação de uma bomba atômica pela Índia foi um fracasso em quase todos os níveis. Após os atentados à bomba em embaixadas em 1998 pela Al Qaeda, a CIA ofereceu dois alvos para serem atingidos em retaliação. Uma delas foi a fábrica farmacêutica Al-Shifa, onde foram detectados vestígios de precursores de armas químicas. Na sequência, concluiu-se que "a decisão de alvejar Al-Shifa continua uma tradição de operar com informações inadequadas sobre o Sudão". Isso levou a CIA a fazer "mudanças substanciais e abrangentes" para evitar "uma falha catastrófica de inteligência sistêmica".

#### Aldrich Ames
Entre 1985 e 1986, a CIA perdeu todos os espiões que tinha na Europa Oriental. Os detalhes da investigação sobre a causa foram ocultados do novo diretor, e a investigação teve pouco sucesso e foi amplamente criticada. Em 21 de fevereiro de 1994, agentes do FBI tiraram Aldrich Ames de seu Jaguar. Na investigação que se seguiu, a CIA descobriu que muitas das fontes para suas análises mais importantes da URSS eram baseadas na desinformação soviética fornecida à CIA por agentes controlados. Além disso, descobriu-se que, em alguns casos, a CIA suspeitou na época que as fontes estavam comprometidas, mas a informação foi enviada como genuína.

### Osama bin Laden

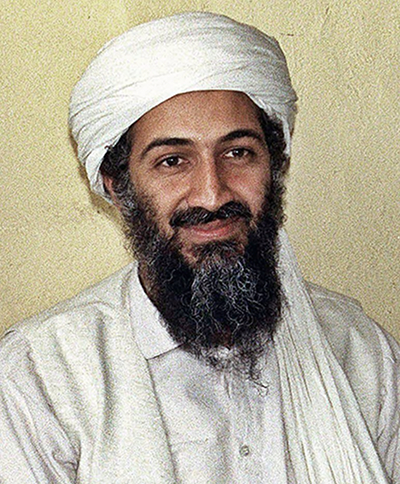
Retrato de Osama Bin Laden, falecido líder da organização militante pan-islâmica Al-Qaeda e mentor dos ataques de 11 de setembro de 2001.

Os arquivos da agência mostram que se acredita que Osama bin Laden estava financiando os rebeldes afegãos contra a URSS na década de 1980. Em 1991, bin Laden voltou para sua terra natal, a Arábia Saudita, protestando contra a presença de tropas e a Operação Tempestade no Deserto. Ele foi expulso do país. Em 1996, a CIA criou uma equipe para caçar Bin Laden. Estavam trocando informações com os sudaneses até que, segundo a palavra de uma fonte que mais tarde se descobriria ser um fabricante, a CIA fechou sua estação no Sudão no final daquele ano. Em 1998, Bin Laden declararia guerra aos Estados Unidos e, em 7 de agosto, atacaria a Tanzânia e Nairóbi. Em 12 de outubro de 2000, a Al Qaeda bombardeou o USS Cole. Nos primeiros dias da presidência de George W. Bush, as ameaças da Al-Qaeda eram onipresentes nos briefings presidenciais diários da CIA, mas podem ter se tornado um caso de alarme falso. As previsões da agência eram terríveis, mas tinham pouco peso, e o foco do presidente e de sua equipe de defesa estava em outro lugar. A CIA organizou as prisões de supostos membros da Al Qaeda por meio da cooperação com agências estrangeiras, mas a CIA não pôde dizer com certeza o efeito que essas prisões tiveram e não conseguiu obter informações concretas dos capturados. O presidente perguntou à CIA se a Al Qaeda poderia planejar ataques nos Estados Unidos. Em 6 de agosto, Bush recebeu um briefing diário com a manchete, não baseada na inteligência atual e sólida, "Al Qaeda determinada a atacar dentro dos Estados Unidos". Os EUA estavam caçando Bin Laden desde 1996 e tiveram várias oportunidades, mas nem Clinton, nem Bush quiseram arriscar assumir um papel ativo em um plano de assassinato obscuro, e a oportunidade perfeita nunca se materializou para um DCI que lhe daria as garantias de que ele precisava para mergulhar. Naquele dia, Richard A. Clarke enviou a Conselheira de Segurança Nacional, Condoleezza Rice, alertando sobre os riscos e denunciando a inação da CIA.

#### Al-Qaeda e a Guerra Global contra o Terrorismo

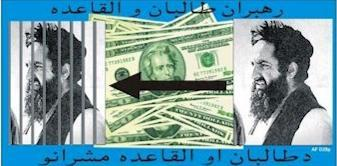
A CIA preparou uma série de folhetos anunciando recompensas para quem entregasse ou denunciasse indivíduos suspeitos de associação com o Talibã or Al-Qaeda.

A CIA há muito lidava com o terrorismo originário do exterior e, em 1986, criou um Centro Contraterrorista para lidar especificamente com o problema.
Em janeiro de 1996, a CIA criou uma "estação virtual" experimental, a Bin Laden Issue Station, sob o Centro Contraterrorista, para rastrear as atividades em desenvolvimento de Bin Laden. Al-Fadl, que desertou para a CIA na primavera de 1996, começou a fornecer à Estação uma nova imagem do líder da Al Qaeda: ele não era apenas um financiador do terrorismo, mas também um organizador do terrorismo. O agente especial do FBI Dan Coleman (que junto com seu parceiro Jack Cloonan havia sido "alocado" para a Estação Bin Laden) chamou-o de "Pedra de Roseta" da Qaeda.
Em 1999, o chefe da CIA, George Tenet, lançou um plano para lidar com a Al-Qaeda. O Centro Contraterrorista, seu novo chefe, Cofer Black, e a unidade bin Laden do centro foram os desenvolvedores e executores do plano. Uma vez preparado, Tenet designou o chefe de inteligência da CIA, Charles E. Allen, para montar uma "célula da Qaeda" para supervisionar sua execução tática. Em 2000, a CIA e a Força Aérea dos Estados Unidos realizaram em conjunto uma série de voos sobre o Afeganistão com um pequeno drone de reconhecimento controlado remotamente, o Predator; eles obtiveram prováveis fotos de bin Laden. Cofer Black e outros se tornaram defensores de armar o Predator com mísseis para tentar assassinar Bin Laden e outros líderes da Al-Qaeda.

#### Ataques de 11 de setembro e suas consequências

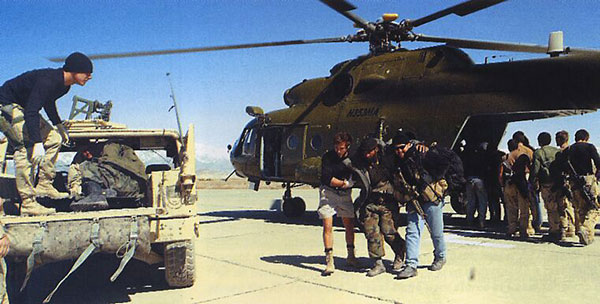
Forças especiais dos EUA ajudando as tropas da Aliança do Norte a se afastarem de um helicóptero MI-17 Hip operado pela CIA em Base Aérea de Bagram, 2002.

Em 11 de setembro de 2001, 19 membros da Al-Qaeda sequestraram quatro aviões de passageiros no nordeste dos Estados Unidos, numa série de ataques terroristas coordenados. Dois aviões colidiram com as Torres Gêmeas do World Trade Center, em Nova York, o terceiro no Pentágono no Condado de Arlington, Virgínia, e o quarto inadvertidamente em um campo perto de Shanksville, Pensilvânia. Os ataques custaram a vida de 2.996 pessoas (incluindo os 19 sequestradores), causou a destruição das Torres Gêmeas, e danificou o lado oeste do Pentágono. Logo após o 11 de setembro, o The New York Times divulgou uma reportagem afirmando que o escritório de campo da CIA em Nova York foi destruído após os ataques.
Enquanto a CIA insiste que aqueles que conduziram os ataques de 11 de setembro não sabiam que a agência estava operando no World Trade Center 7 sob o disfarce de outra agência federal (não identificada), este centro foi a sede de muitas investigações notáveis de terrorismo criminal. Embora as principais responsabilidades dos escritórios de campo de Nova York fossem monitorar e recrutar funcionários estrangeiros estacionados nas Nações Unidas, o escritório de campo também cuidou das investigações dos atentados de agosto de 1998 às embaixadas dos Estados Unidos na África Oriental e do atentado de outubro de 2000 ao USS Cole. Apesar do fato de que os ataques de 11 de setembro possam ter danificado a filial da CIA em Nova York, e eles tiveram que emprestar escritórios da Missão dos EUA nas Nações Unidas e outras agências federais, houve uma vantagem para a CIA. Nos meses imediatamente após o 11 de setembro, houve um grande aumento no número de candidaturas para cargos na CIA. De acordo com representantes da CIA que falaram com o The New York Times, antes do 11 de setembro a agência recebia aproximadamente 500 a 600 solicitações por semana, nos meses seguintes ao 11 de setembro a agência recebia esse número diariamente.
A Comunidade de Inteligência dos Estados Unidos como um todo, e especialmente a CIA, estiveram envolvidos no planejamento presidencial imediatamente após os ataques de 11 de setembro. Em seu discurso à nação às 20h30 de 11 de setembro de 2001, George W. Bush mencionou a comunidade de inteligência: "A busca está em andamento para aqueles que estão por trás desses atos perversos, direcionei todos os recursos de nossa inteligência e comunidades de aplicação da lei para encontrar os responsáveis e levá-los à justiça".
O envolvimento da CIA na recém-cunhada "Guerra ao Terror" aumentou ainda mais em 15 de setembro de 2001. Durante uma reunião em Camp David, George W. Bush concordou em adotar um plano proposto pelo diretor da CIA, George Tenet. Esse plano consistia em conduzir uma guerra secreta na qual oficiais paramilitares da CIA cooperariam com guerrilheiros antiTalibã dentro do Afeganistão. Mais tarde, juntar-se-iam a eles pequenas equipes de forças de operações especiais que convocariam ataques aéreos de precisão contra combatentes do Talibã e da Al Qaeda. Este plano foi codificado em 16 de setembro de 2001, com a assinatura de Bush de um Memorando de Notificação oficial que permitia o prosseguimento do plano.

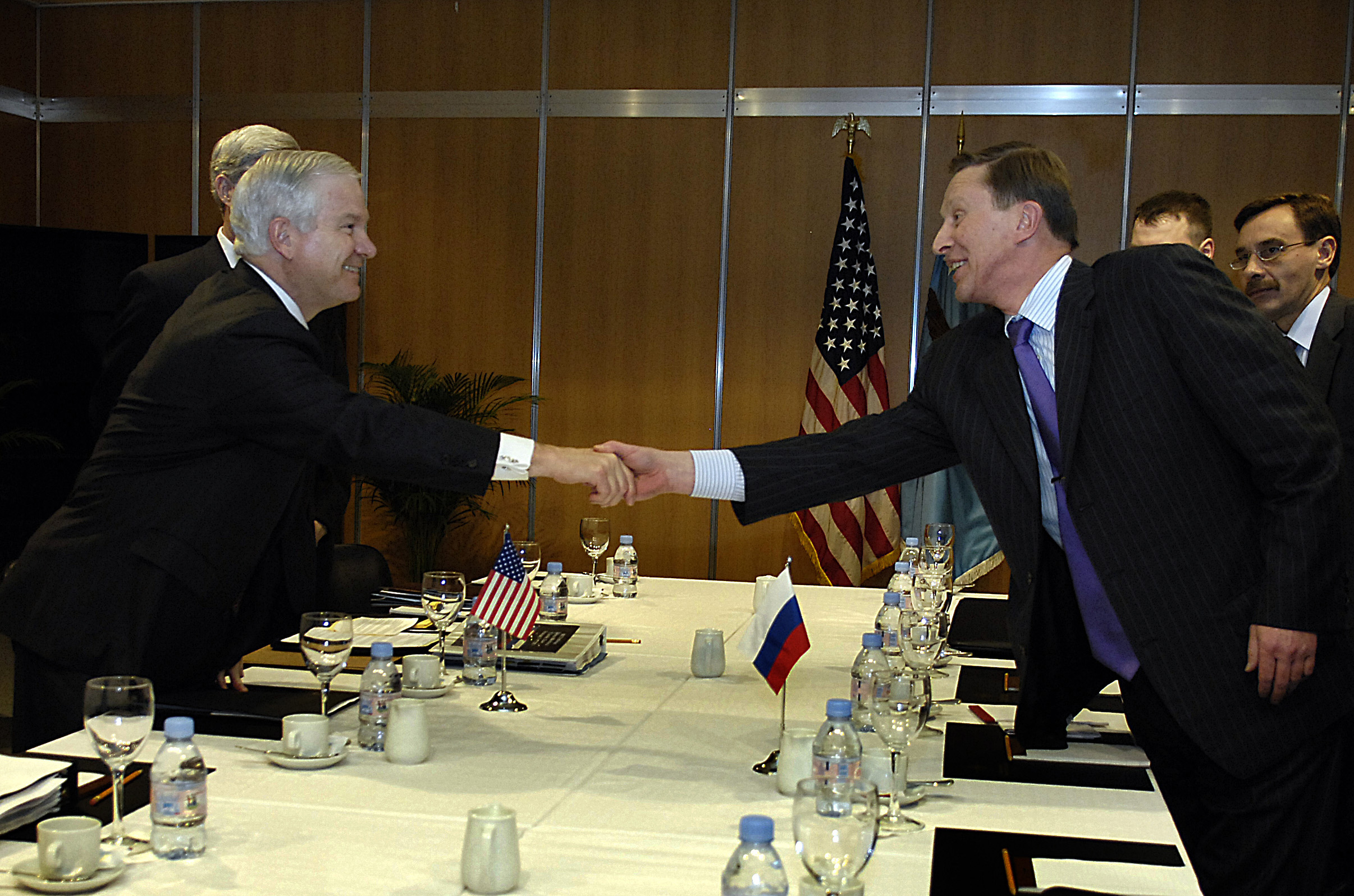
Secretário de Defesa dos Estados Unidos e ex-Diretor da Agência Central de Inteligência Robert Gates em reunião com o Ministério da Defesa da Federação Russa e ex-oficial da KGB Sergei Ivanov, 2007.

De 25 a 27 de novembro de 2001, prisioneiros do Talibã se revoltaram na prisão de Qala Jangi, a oeste de Mazar e Xarife. Embora vários dias de luta tenham ocorrido entre os prisioneiros do Taliban e os membros da Aliança do Norte presentes, os prisioneiros ganharam vantagem e obtiveram armas da Aliança do Norte. Em algum momento durante esse período, Johnny "Mike" Spann, um oficial da CIA enviado para interrogar os prisioneiros, foi espancado até a morte. Ele se tornou o primeiro americano a morrer em combate na guerra do Afeganistão.
Após o 11 de setembro, a CIA foi criticada por não ter feito o suficiente para impedir os ataques. Tenet rejeitou as críticas, citando os esforços de planejamento da agência, especialmente nos dois anos anteriores. Ele também considerou que os esforços da CIA colocaram a agência em condições de responder rápida e eficazmente aos ataques, tanto no "santuário afegão" quanto em "noventa e dois países ao redor do mundo". A nova estratégia foi chamada de "Matriz de Ataque Mundial".
Anwar al-Awlaki, cidadão norte-americano iemenita e membro da Al-Qaeda, foi morto em 30 de setembro de 2011, por um ataque aéreo conduzido pelo Joint Special Operations Command (JSOC). Após vários dias de vigilância de Awlaki pela CIA, drones armados decolaram de uma nova base americana secreta na Península Arábica, atravessada para o norte do Iêmen, e disparou vários mísseis Hellfire contra o veículo de al-Awlaki. Samir Khan, membro paquistanês-americano da Al-Qaeda e editor da revista jihadista Inspire, também teria morrido no ataque. O ataque combinado de drones CIA/JSOC foi o primeiro no Iêmen desde 2002 – houve outros pelas forças militares de Operações Especiais – e foi parte de um esforço da agência de espionagem para duplicar no Iêmen a guerra secreta que está ocorrendo no Afeganistão e Paquistão.

### Falhas na análise de inteligência
Uma das principais críticas é o fracasso em prevenir os ataques de 11 de setembro. O Relatório da Comissão do 11 de setembro identificou falhas no CI como um todo. Um problema, por exemplo, foi o fato de o FBI não conseguir "ligar os pontos" ao compartilhar informações entre seus escritórios de campo descentralizados.
O relatório concluiu que o ex-DCI George Tenet falhou em preparar adequadamente a agência para lidar com o perigo representado pela Al-Qaeda antes dos ataques de 11 de setembro de 2001. O relatório foi finalizado em junho de 2005 e parcialmente divulgado ao público em acordo com o Congresso, sobre as objeções do atual DCI General Michael Hayden. Hayden disse que sua publicação "consumiria tempo e atenção revisitando um terreno que já está bem arado". Tenet discordou das conclusões do relatório, citando seus esforços de planejamento em relação à Al-Qaeda, particularmente a partir de 1999. O secretário de Estado adjunto de Inteligência, Carl W. Ford Jr., observou: "" Enquanto avaliarmos a inteligência mais por seu volume do que por sua qualidade, continuaremos a produzir a pilha de lixo de 40 bilhões de dólares pela qual nos tornamos famosos. Ele afirmou ainda: "[A CIA está] quebrada. Está tão quebrado que ninguém quer acreditar".

### Abusos de autoridade da CIA, anos 1970–1990

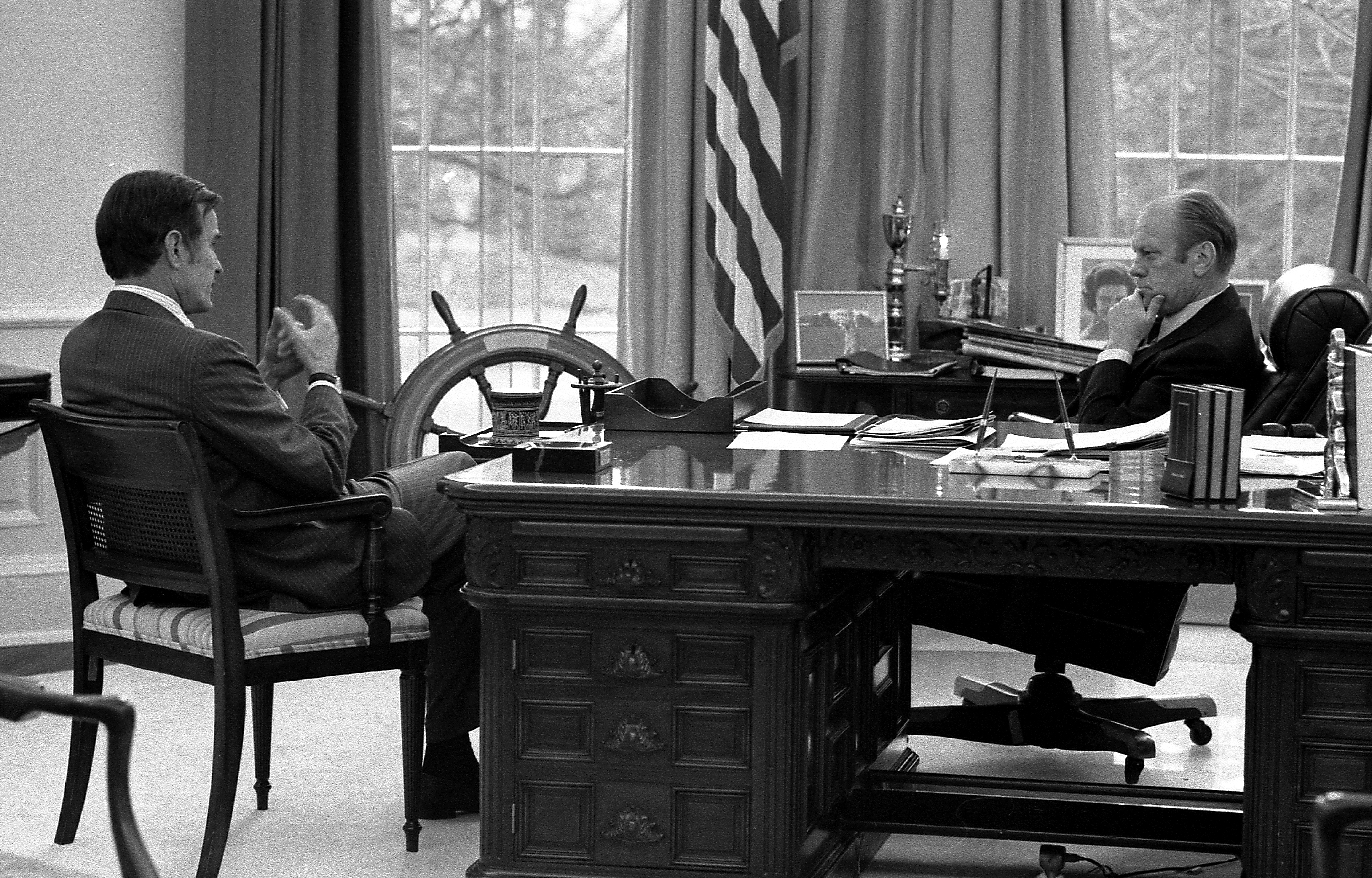
Presidente Gerald Ford em reunião com o Diretor designado da CIA George H. W. Bush, 17 de dezembro de 1975.

As condições pioraram em meados da década de 1970, na época do Watergate. Uma característica dominante da vida política durante esse período foram as tentativas do Congresso dos Estados Unidos de afirmar a supervisão da presidência dos Estados Unidos e do ramo executivo do governo dos Estados Unidos. Revelações sobre atividades anteriores da CIA, como assassinatos e tentativas de assassinato de líderes estrangeiros (principalmente Fidel Castro e Rafael Trujillo) e espionagem doméstica ilegal de cidadãos americanos, forneceram oportunidades para aumentar a supervisão do Congresso sobre as operações de inteligência dos EUA. Envolvimento da CIA no tráfico de cocaína dos Contras na Nicarágua e a cumplicidade nas ações dos esquadrões da morte em El Salvador e Honduras também veio à tona.
Acelerando a queda da CIA em desgraça foi o roubo da sede Watergate do Partido Democrata por ex-oficiais da CIA, e a subsequente tentativa do presidente Richard Nixon de usar a CIA para impedir a investigação do roubo pelo FBI. Na famosa gravação "smoking gun" que levou à renúncia do presidente Nixon, Nixon ordenou que seu chefe de gabinete, H. R. Haldeman, dissesse à CIA que uma investigação mais aprofundada de Watergate "abriria toda a lata de vermes sobre a Baía dos Porcos". Desta forma, Nixon e Haldeman garantiram que os funcionários nº 1 e nº 2 da CIA, Richard Helms e Vernon Walters, comunicassem ao diretor do FBI, L. Patrick Gray, que o FBI não deveria seguir o rastro do dinheiro dos ladrões até o Comitê para reeleger o presidente, pois descobriria informantes da CIA no México. O FBI inicialmente concordou com isso devido a um acordo de longa data entre o FBI e a CIA para não descobrirem as fontes de informação um do outro, embora dentro de algumas semanas o FBI tenha exigido esse pedido por escrito, e quando tal pedido formal não chegou, o FBI retomou sua investigação sobre a trilha do dinheiro. No entanto, quando as fitas fumegantes se tornaram públicas, não foi possível evitar danos à percepção pública dos altos funcionários da CIA e, portanto, à CIA como um todo.
As repercussões do escândalo de contrabando de armas do caso Irã-Contras incluíram a criação da Lei de Autorização de Inteligência em 1991. Definiu operações secretas como missões secretas em áreas geopolíticas onde os EUA não estão abertamente nem engajados. Isto também exigiu uma cadeia de comando autorizadora, incluindo um relatório oficial de constatação presidencial e a informação dos Comitês de Inteligência da Câmara e do Senado, que, em emergências, exigem apenas "notificação oportuna".

### Guerra do Iraque
Setenta e dois dias após os ataques de 11 de setembro, o presidente Bush disse ao Secretário de Defesa dos Estados Unidos Donald Rumsfeld para atualizar o plano dos EUA para uma invasão do Iraque, mas não contar a ninguém. Rumsfeld perguntou a Bush se ele poderia trazer DCI Tenet para o circuito, com o que Bush concordou.
A CIA havia sondado o Iraque na forma de oito de seus melhores oficiais em território curdo no norte do Iraque. Esses oficiais atingiram uma mina de ouro sem precedentes no famoso governo fechado de Saddam Hussein. Em dezembro de 2002, a CIA tinha cerca de uma dúzia de redes funcionais no Iraque e iria penetrar no Iraqi Special Security Organization (SSO) do Iraque, interceptar as comunicações criptografadas do vice-primeiro-ministro e recrutar o guarda-costas do filho de Hussein como agente. Com o passar do tempo, a CIA ficaria cada vez mais frenética com a possibilidade de suas redes serem comprometidas. Para a CIA, a invasão deveria ocorrer antes do final de fevereiro de 2003 para que suas fontes dentro do governo de Hussein sobrevivessem. O acúmulo aconteceria como previsto, 37 fontes da CIA reconhecidas por seus telefones via satélite Thuraya fornecidos a eles pela CIA.

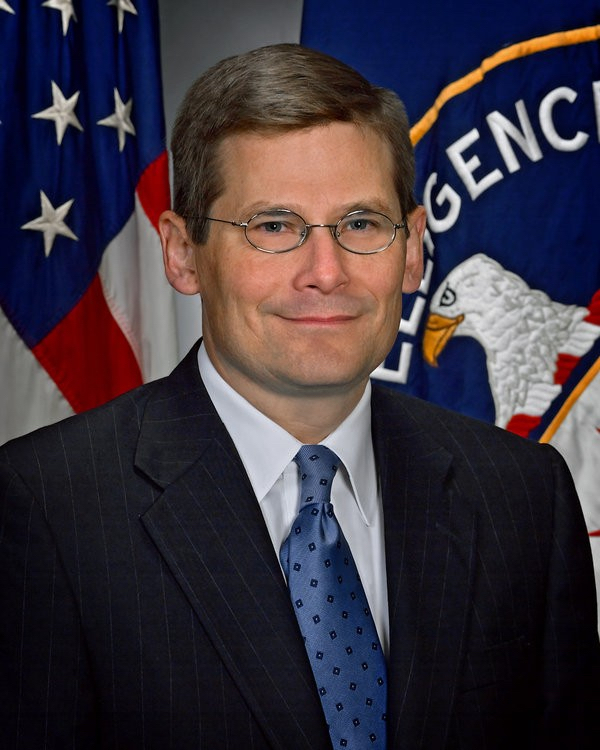
Ex-vice-diretor da CIA Michael Morell pediu desculpas a Colin Powell pelas avaliações errôneas da CIA sobre programas de armas de destruição em massa do Iraque.

O caso que Colin Powell apresentou perante as Nações Unidas (supostamente provando um programa de armas de destruição em massa do Iraque) foi impreciso. DDCI John E. McLaughlin participou de uma longa discussão na CIA sobre equívocos. McLaughlin, que faria, entre outros, a apresentação do "slam dunk" ao presidente, "sentiu que eles deveriam ousar estar errados para serem mais claros em seus julgamentos". A conexão com a Al Qaeda, por exemplo, era de uma única fonte, extraída por meio de tortura, e posteriormente negada. Curveball era um mentiroso conhecido e a única fonte para as fábricas móveis de armas químicas. Uma autópsia das falhas de inteligência na preparação para o Iraque, liderada pelo ex-DDCI Richard Kerr, concluiria que a CIA havia sido uma vítima da Guerra Fria, eliminada de uma forma "análoga ao efeito dos ataques de meteoros sobre os dinossauros".
Os primeiros dias da invasão do Iraque seriam marcados por sucessos e derrotas para a CIA. Com suas redes iraquianas comprometidas e suas informações estratégicas e táticas superficiais e muitas vezes erradas, o lado de inteligência da própria invasão seria um olho roxo para a agência. A CIA veria algum sucesso com suas equipes paramilitares "Scorpion" compostas por oficiais paramilitares da Special Activities Center (SAD) da CIA, juntamente com guerrilheiros iraquianos amigos. Os oficiais do SAD da CIA também ajudariam as 10th Special Forces Group. A ocupação do Iraque seria um ponto baixo na história da CIA. Na maior estação da CIA no mundo, os oficiais se revezavam em turnos de 1 a 3 meses. No Iraque, quase 500 oficiais transitórios ficariam presos dentro da Zona Verde, enquanto os chefes das estações do Iraque se alternariam com apenas um pouco menos de frequência.

### 2004, DNI assume as funções de alto nível da CIA
A Lei de Reforma da Inteligência e Prevenção do Terrorismo de 2004 criou o cargo de Diretor de Inteligência Nacional (DNI), que assumiu algumas das funções do governo e da Comunidade de Inteligência dos Estados Unidos (IC) que antes eram da CIA. O DNI administra a IC e, ao fazê-lo, gerencia o ciclo de inteligência. Entre as funções que passaram para o DNI estavam a preparação de estimativas refletindo a opinião consolidada das 16 agências do IC e a preparação de briefings para o presidente. Em 30 de julho de 2008, o presidente Bush emitiu a Ordem Executiva 13 470 alterando a Ordem Executiva 12 333 para fortalecer o papel do DNI.
Anteriormente, o Diretor da Central de Inteligência (DCI) supervisionava a Comunidade de Inteligência, servindo como principal assessor de inteligência do presidente, além de atuar como chefe da CIA. O título do DCI agora é "Diretor da Agência Central de Inteligência" (D/CIA), atuando como chefe da CIA.
Atualmente, a CIA reporta-se ao Diretor de Inteligência Nacional. Antes do estabelecimento do DNI, a CIA se reportava ao presidente, com briefings informativos aos comitês do Congresso. O Conselheiro de Segurança Nacional é um membro permanente do Conselho de Segurança Nacional, responsável por informar o Presidente com informações pertinentes coletadas por todas as agências de inteligência dos EUA, incluindo a Agência de Segurança Nacional, a Drug Enforcement Administration, etc. autoridade do Diretor de Inteligência Nacional.

### Operação Lança de Netuno
Em 1 de maio de 2011, o presidente Barack Obama anunciou que Osama bin Laden foi morto naquele dia por "uma pequena equipe de americanos" operando em Abbottabad, Paquistão, durante uma operação da CIA. O ataque foi executado a partir de uma base avançada da CIA no Afeganistão por elementos do SEAL Team Six e agentes paramilitares da CIA.
A operação foi resultado de anos de trabalho de inteligência que incluiu a captura e interrogatório de Khalid Sheikh Mohammed pela CIA, que levaram à identidade de um mensageiro de Bin Laden, o rastreamento do mensageiro até o complexo por agentes paramilitares da Special Activities Center e o estabelecimento de uma casa segura da CIA para fornecer inteligência tática crítica para a operação.
A CIA administrou uma falsa clínica de vacinação na tentativa de localizar Osama bin Laden. Isso foi revelado após a morte de Bin Laden e pode ter afetado negativamente a campanha contra a poliomielite no Paquistão e no Afeganistão. Em algumas áreas rurais, os funcionários da vacinação foram proibidos pelo Talibã ou expulsos pelos habitantes locais. Houve muitos ataques mortais de militantes contra funcionários de vacinação no Paquistão. Além disso, os esforços para erradicar a poliomielite foram interrompidos por ataques de drones americanos.

### Guerra Civil Síria
Sob a égide da operação Timber Sycamore e outras atividades clandestinas, agentes da CIA e tropas de operações especiais dos EUA treinaram e armaram quase 10 000 combatentes rebeldes a um custo de 1 bilhão de dólares por ano. A CIA tem enviado armas para rebeldes antigovernamentais na Síria desde pelo menos 2012. Essas armas têm caído nas mãos de extremistas, como a Jabhat Fateh al-Sham e o Estado Islâmico do Iraque e do Levante (ISIL). Por volta de fevereiro de 2017, a CIA foi instruída a suspender a ajuda militar aos rebeldes sírios (Exército Livre da Síria (FSA)), que também incluía treino, munições, mísseis teleguiados e salários. Fontes afirmam que a suspensão da ajuda não estava relacionada às transições da administração de Obama para a de Trump, mas sim devido a problemas enfrentados pela FSA. Com base nas respostas de oficiais rebeldes, eles acreditam que o congelamento da ajuda está relacionado a preocupações de que armas e fundos caiam nas mãos do ISIL. Com base em informações obtidas pela Reuters, cinco grupos da FSA confirmaram que receberam financiamento e apoio militar de uma fonte chamada "sala de operações do MOM". Vários países além dos EUA, incluindo Turquia, Catar e Arábia Saudita, também contribuíram para o financiamento da FSA. Em 6 de abril de 2017, a Al Jazeera informou que o financiamento à FSA foi parcialmente restaurado. Com base nas informações fornecidas por duas fontes da FSA, a nova sala de operações militares receberá seus fundos da coalizão Amigos da Síria. A coalizão é composta por membros dos Estados Unidos, Turquia, Europa Ocidental e Estados do Golfo, que anteriormente apoiavam a operação militar conhecida como MOM.
Foi relatado em julho de 2017 que o presidente Donald Trump ordenou a "eliminação gradual" do apoio da CIA aos rebeldes antiAssad.

### Reorganização
Em 6 de março de 2015, o escritório do D/CIA emitiu uma edição não classificada de uma declaração do Diretor, intitulada "Projeto da nossa agência para o futuro", como um comunicado de imprensa para consumo público. O comunicado à imprensa anunciava planos abrangentes para a reorganização e reforma da CIA, que o diretor acredita que deixarão a CIA mais alinhada com a doutrina da agência chamada 'Direção Estratégica'. Entre as principais mudanças divulgadas está o estabelecimento de uma nova diretoria, a Diretoria de Inovação Digital, responsável por projetar e elaborar a tecnologia digital a ser usada pela agência, para manter a CIA sempre à frente de seus inimigos. A Diretoria de Inovação Digital também treinará a equipe da CIA no uso dessa tecnologia, para preparar a CIA para o futuro, e também usará a revolução tecnológica para lidar com o ciberterrorismo e outras ameaças percebidas. A nova diretoria será o principal braço de espionagem cibernética da agência daqui para frente.
Outras mudanças anunciadas incluem a formação de um Centro de Excelência em Desenvolvimento de Talentos, o aprimoramento e expansão da Universidade CIA e a criação do escritório do Chanceler para chefiar a Universidade CIA para consolidar e unificar os esforços de recrutamento e treinamento. O cargo de diretor executivo será fortalecido e ampliado, e as secretarias que atendem ao diretor executivo serão simplificadas. A reestruturação de toda a Agência deve ser reformulada de acordo com um novo modelo em que a governança é modelada de acordo com a estrutura e a hierarquia das corporações, para aumentar a eficiência do fluxo de trabalho e permitir que o diretor executivo gerencie significativamente a atividade do dia-a-dia. Além disso, outra intenção declarada foi estabelecer 'Centros Missionários', cada um para lidar com uma região geográfica específica do mundo, que reunirá a plena colaboração e os esforços conjuntos das cinco Direções sob o mesmo teto. Embora os chefes das Direções ainda mantenham a autoridade final sobre suas respectivas Direções, os Centros de Missão serão liderados por um diretor assistente que trabalhará com as capacidades e talentos de todas as cinco Direções em metas específicas de missão para as partes do mundo que eles são dada responsabilidade por.
A versão não classificada do documento termina com o anúncio de que o Serviço Nacional Clandestino (NCS) voltará ao nome original da diretoria, Diretoria de Operações. A Diretoria de Inteligência também está sendo renomeada. Agora será a Diretoria de Análise.

### Drones
Uma nova política introduzida pelo Presidente Barack Obama retirou a autoridade da CIA para lançar ataques de drones e permitiu estes ataques apenas sob o comando do Departamento de Defesa dos Estados Unidos. Essa mudança foi revertida pelo presidente Donald Trump, que autorizou ataques de drones da CIA contra suspeitos de terrorismo.

### Dispositivos de criptografia vendidos por uma empresa de fachada
Por décadas, até 2018, a CIA possuía secretamente a Crypto AG, uma pequena empresa suíça que fabricava dispositivos de criptografia, em associação com a inteligência da Alemanha Ocidental. A empresa vendeu dispositivos de criptografia comprometidos para mais de 120 países, permitindo que a inteligência ocidental espionasse as comunicações que os usuários acreditavam ser seguras.

## Inteligência de código aberto
Até a reorganização da comunidade de inteligência em 2004, um dos "serviços de interesse comum" que a CIA fornecia era a inteligência de código aberto (OSINT) do Serviço de Informações de Transmissão Estrangeira (FBIS). FBIS, que absorveu o Joint Publication Research Service, uma organização militar que traduzia documentos, mudou-se para a National Open Source Enterprise sob o comando do Diretor de Inteligência Nacional.
Durante o governo Reagan, Michael Sekora (designado para o DIA), trabalhou com agências em toda a comunidade de inteligência, incluindo a CIA, para desenvolver e implantar um sistema de estratégia competitiva baseado em tecnologia chamado Projeto Sócrates. O Projeto Sócrates foi projetado para utilizar quase exclusivamente a coleta de inteligência de código aberto. O sistema Sócrates centrado na tecnologia apoiou programas como a Iniciativa Estratégica de Defesa, além de projectos do sector privado.
Como parte de seu mandato para coletar informações, a CIA está procurando informações cada vez mais online e se tornou um grande consumidor de mídia social. "Estamos olhando para o YouTube, que carrega uma inteligência única e honesta", disse Doug Naquin, diretor do DNI Open Source Center (OSC) na sede da CIA. “Estamos analisando salas de bate-papo e coisas que não existiam há cinco anos e tentando nos manter à frente”. A CIA lançou uma conta no Twitter em junho de 2014.
A CIA também lançou seu próprio site .onion para coletar feedback anônimo.

## Terceirização e Privatização
Muitos dos deveres e funções das atividades da Comunidade de Inteligência, não apenas da CIA, estão sendo terceirizados e privatizados. Mike McConnell, ex-Diretor de Inteligência Nacional, estava prestes a divulgar um relatório de investigação de terceirização por agências de inteligência dos EUA, conforme exigido pelo Congresso. No entanto, este relatório foi então classificado. Hillhouse especula que este relatório inclui requisitos para a CIA relatar:
- padrões diferentes para funcionários públicos e contratados;
- empreiteiros que prestam serviços semelhantes a funcionários do governo;
- análise de custos de empreiteiros vs. empregados;
- uma avaliação da adequação das atividades terceirizadas;
- uma estimativa do número de contratos e contratados;
- comparação de remuneração para contratados e funcionários do governo;
- análise de desgaste de funcionários do governo;
- descrições de cargos a serem convertidos de volta para o modelo de funcionário;
- uma avaliação dos mecanismos de responsabilização;
- uma avaliação dos procedimentos para "conduzir a supervisão de empreiteiros para garantir a identificação e repressão de violações criminais, desperdício financeiro, fraude ou outros abusos cometidos por empreiteiros ou pessoal contratado"; e
- uma "identificação das melhores práticas de mecanismos de responsabilidade nos contratos de serviço".

De acordo com o jornalista investigativo Tim Shorrock:
"... o que temos hoje com o negócio de inteligência é algo muito mais sistêmico: altos funcionários deixando seus empregos de segurança nacional e contraterrorismo para cargos em que desempenham essencialmente os mesmos trabalhos que já tiveram na CIA, NSA e outras agências - mas para dobrar ou triplicar o salário e o lucro. É uma privatização da mais alta ordem, na qual nossa memória coletiva e experiência em inteligência – nossas joias da coroa da espionagem, por assim dizer – são de propriedade da América corporativa. Essencialmente, não há supervisão governamental desse setor privado no coração de nosso império de inteligência. E as linhas entre público e privado tornaram-se tão tênues que são inexistentes".
O Congresso exigiu um relatório de terceirização até 30 de março de 2008:
"O Diretor de Inteligência Nacional recebeu autoridade para aumentar o número de cargos (FTEs) em elementos da Comunidade de Inteligência em até 10%, caso haja uma determinação de que as atividades executadas por um contratado devem ser feitas por um funcionário do governo dos EUA".
O problema é duplo. Parte do problema, de acordo com o autor Tim Weiner, é que os nomeados políticos designados por recentes administrações presidenciais às vezes foram subqualificados ou excessivamente zelosos politicamente. Expurgos em grande escala ocorreram nos escalões superiores da CIA, e quando esses indivíduos talentosos são empurrados para fora da porta, eles frequentemente fundam novas empresas de inteligência independentes que podem sugar o talento da CIA. Outra parte do problema de contratação vem das restrições do Congresso ao número de funcionários do CI. De acordo com Hillhouse, isso resultou em 70% da força de trabalho de fato do Serviço Nacional Clandestino da CIA sendo composta por contratados. "Depois de anos contribuindo para a crescente dependência de empreiteiros, o Congresso agora está fornecendo uma estrutura para a conversão de empreiteiros em funcionários do governo federal - mais ou menos". O número de contratantes independentes contratados pelo governo federal em toda a comunidade de inteligência disparou. Assim, a CIA não só tem dificuldade em contratar, como esses contratados abandonam frequentemente o seu emprego permanente para contratos de curto prazo, que têm salários muito mais elevados e permitem maior mobilidade profissional.
Tal como acontece com a maioria das agências governamentais, os equipamentos de construção são frequentemente contratados. O National Reconnaissance Office (NRO), responsável pelo desenvolvimento e operação de sensores aerotransportados e espaciais, foi durante muito tempo uma operação conjunta da CIA e do Departamento de Defesa dos Estados Unidos. O NRO esteve significativamente envolvido no projeto de tais sensores, mas o NRO, então sob a autoridade do DCI, contratou mais do projeto que era sua tradição e para um empreiteiro sem extensa experiência em reconhecimento, a Boeing. O projeto Future Imagery Architecture de satélite de última geração "como é o céu", que perdeu objetivos após 4 bilhões de dólares em custos excedentes, foi o resultado desse contrato.
Alguns dos problemas de custos associados à inteligência provêm de uma agência, ou mesmo de um grupo dentro de uma agência, que não aceita as práticas de segurança compartimentadas para projetos individuais, exigindo duplicação dispendiosa.

## Controvérsias
Ao longo da sua história, a CIA tem sido objeto de muitas controvérsias, tanto no país como no estrangeiro. Uma fonte de controvérsia tem sido o papel da CIA na Operação Condor, que foi uma campanha de repressão e terrorismo de Estado apoiada pelos Estados Unidos envolvendo operações de inteligência, golpes de estado e assassinatos apoiados pela CIA contra líderes socialistas de esquerda na América do Sul de 1968 a 1989. Ao final da operação, em 1989, cerca de 80 mil pessoas haviam sido mortas.